# Wahhabisme
Salafisme
Pour un article plus général, voir salafisme.
Le wahhabisme (arabe : الوهابية), aussi appelé salafisme, est un mouvement fondamentaliste de réforme se réclamant de l'islam sunnite hanbalite,, affirmant prôner « un retour aux pratiques en vigueur dans la communauté musulmane du prophète Mahomet et ses premiers successeurs ou califes »,. Il est étroitement lié au mouvement salafiste, dont il est souvent utilisé comme synonyme.
Le prédicateur et théologien Mohammed ben Abdelwahhab (1703-1792) est considéré comme le fondateur du mouvement vers 1740. Il s'allie avec Mohammed Ibn Saoud, le fondateur de la dynastie saoudienne, vers 1744-1745, alliance qui perdure encore aujourd'hui entre la famille de ses descendants, Al ach-Cheikh, et la dynastie Al Saoud.
L'un des principes centraux du wahhabisme est la qualité de Dieu où toute association d’être ou objet avec Dieu, telle que le « culte des saints », est considérée comme une forme de polythéisme (shirk),,.
Le wahhabisme est aujourd'hui la forme officielle de l'islam se réclamant du sunnisme hanbalite en Arabie saoudite et, sous une forme atténuée, au Qatar. Toutefois, les intéressés et officiels saoudiens récusent depuis hautement l'utilisation de ce terme à leur égard, : la doctrine qu'ils suivent est selon eux évolutive, contrairement à la doctrine wahhabite qui enseigne qu'une seule interprétation des textes religieux est possible et qu'il n'y aurait donc pas de place pour un pluralisme islamique.
Les estimations du nombre d'adhérents au wahhabisme varient selon les sources. Mehrdad Izady avance le chiffre de moins de 5 millions de wahhabites dans la seule région du golfe Persique (contre 28,5 millions de sunnites d'autres écoles, et 89 millions de chiites). Avec l'envol de la manne pétrolière notamment (chocs pétroliers de 1973 et 1979), le mouvement s'est internationalisé à partir des années 1970. Le wahhabisme a été accusé d'être une source de terrorisme mondial, ou tout au moins d'inspirer l'idéologie salafiste djihadiste embrassée par Al-Qaïda et l'État islamique (Daesh),.
Dans l'usage contemporain, le « wahhabisme » et le « salafisme » sont souvent considérés comme des termes synonymes pour désigner des mouvements d'origine différente ayant fusionné dans les années 1960. Ces mouvements se réclament d'Ibn Taymiyya et de Mohammed ben Abdelwahhab.

## Dénominations
D'un point de vue strictement historique, le terme « wahhabisme », forgé d'après le nom du fondateur du mouvement, est créé au XVIIIe siècle par son propre frère, Suleyman ibn Abd al-Wahhab (mort en 1793), critique de son mouvement, « à qui on doit le néologisme wahhabiyya […] [et qui] a été l'un des premiers à rédiger, vers 1753, Les Foudres divines réfutant le wahhabisme ». Ce pamphlet est alors diffusé par les Arabes du Hedjaz et les Égyptiens qui craignent l'expansion du premier État saoudien, avant d'être ensuite repris par les diplomates européens constatant l'apparition d'un contre-pouvoir face à l'Empire ottoman.
Une des premières apparitions attestée du terme dans la littérature diplomatique européenne remonte à 1803, sous la plume du consul de Russie à Constantinople Andreï Iakovlévitch Italinski (ru), lorsque les Saoudiens, après avoir pris Taëf, sont aux portes de La Mecque.
Le terme peut désigner à la fois le mouvement réformiste fondé par Ben Abdelwahhab et ceux qui le suivent, ou la forme d'islam officielle en Arabie saoudite.
Les wahhabites s'auto-définissent comme salafistes, même si tous les salafistes ne sont pas wahhabites,,. Au moment de la fondation du mouvement, ceux-ci se définissaient comme mouwahiddines, le terme wahhabite étant alors utilisé par leurs adversaires, dont le frère de Mohammed ben Abdel Wahhab, Souleymane, puis au début du XXe siècle, ils ont commencé à se définir comme wahhabites. En 1936, le roi Abdelaziz ben Saoud rejette le terme wahhabite et revendique celui de salafiste. C'est ensuite à partir des années 1970 que le terme a commencé à désigner ce mouvement, qui le revendiquait déjà à partir des années 1920. Dans le discours académique actuel, les deux termes sont utilisés comme synonymes, et sont parfois confondus. Cependant, tous les salafistes ne sont pas wahhabites, et tous les wahhabites ne sont pas Saoudiens.
Le mouvement est également parfois appelé najdisme.

## Histoire

### Débuts et ascension
Le fondateur du mouvement, Mohammed ben Abdelwahhab, est probablement né en 1703, dans la tribu sédentaire des Banu Tamim à 'Uyayna, un village de la région centrale du Nejd dans l'actuelle Arabie saoudite,. Il a étudié à Bassorah (dans ce qui est aujourd'hui l'Irak),, et peut-être à La Mecque et à Médine alors qu'il effectuait le Hajj,. Après ses études et une expatriation à Bagdad puis à Ispahan, le jeune homme rentre dans son village Uyayna, oasis du Nejd, à une trentaine de kilomètres au nord-ouest de Riyad et situé hors de l'espace ottoman. Devenu puritain et prônant une stricte application de l'islam, il se met à prêcher auprès des habitants. Son intégrisme est mal perçu et il se voit obligé de quitter les lieux après avoir ordonné l'exécution publique par lapidation d'une femme adultère.
Il se rend dans l'oasis de Dariya, à une demi-journée de marche vers le sud. Là, l'émir local, Mohammed Ibn Saoud, s'intéresse à son discours et conclut avec lui un pacte en 1744-1745, qu'il scelle en lui donnant sa fille en mariage. L'islam, comme professé par Mohammed ben Abdelwahhab, serait suivi par l'émir et son peuple, alors que le gouverneur s'engage à répandre cette version de l'islam (jihad).
Il est mort en juin 1792 à Médine et a été enterré au cimetière Al Baqi.
Après avoir étudié la jurisprudence de l'école de droit hanbalite, ainsi que les enseignements du théologien médiéval Ibn Taymiyya, de l'école d'Ahmad ibn Hanbal, il va élaborer son idéologie permettant la domination des Al Saoud sur les tribus arabes voisines en leur donnant une légitimité religieuse. Grâce au prêche (dawa) du cheikh, ainsi qu'à l'autorité et à la puissance du prince, ils réussirent ensemble à unifier les tribus arabes, ce qui permit à Mohammed Ibn Saoud de devenir l'imam du premier État saoudien et de transmettre cette fonction de l'imamat à ses descendants. Charles Saint-Prot présente Mohammed ben Abdelwahhab comme le précurseur du réformisme salafiste qui se développera avec Jamal al-Din al-Afghani, Mohammed Abduh, Mohammed Rachid Rida et Abd al-Rahman al-Kawakibi à la fin du XIXe siècle et au début du XXe siècle.
Au XXe siècle, le wahhabisme devient la religion officielle du royaume saoudien, lui conférant ainsi le monopole idéologique,,,.

### Alliance avec la maison des Saoud

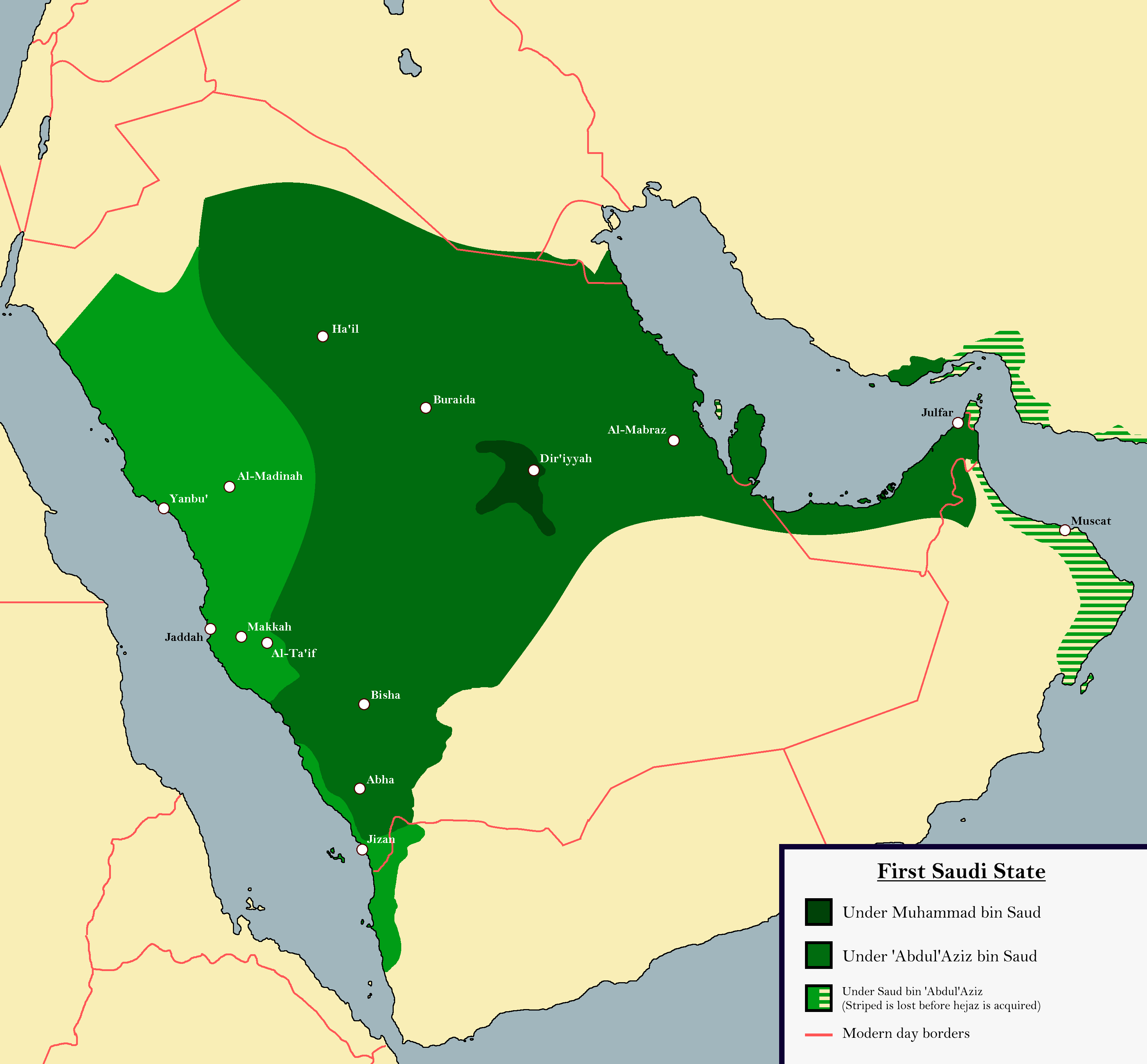
Le premier État saoudien (1744-1818).

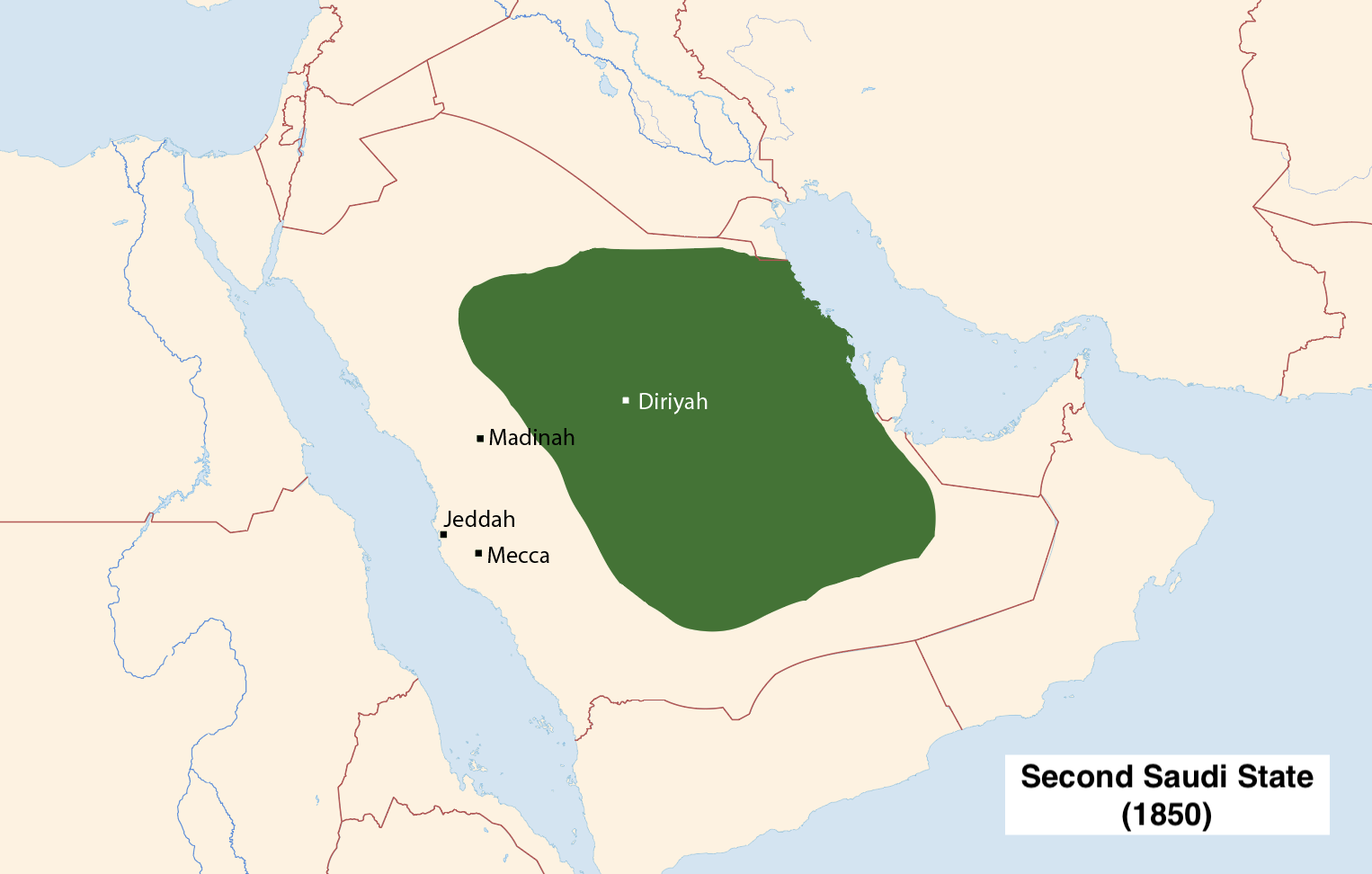
Le deuxième État saoudien (1850).

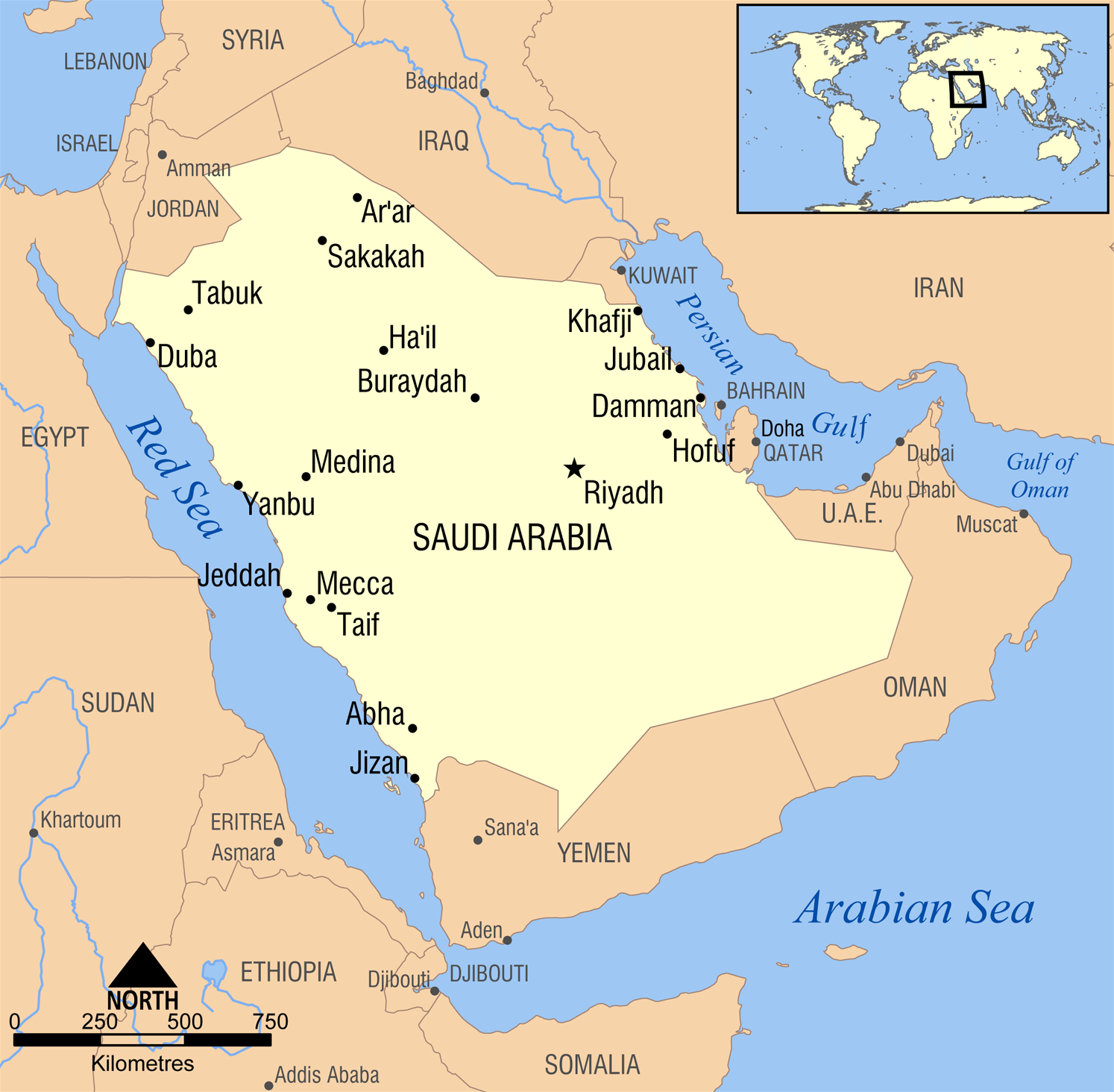
Le royaume d'Arabie saoudite après unification en 1932.

Mohammed Ibn Saoud, dirigeant la cité voisine, Dariya, invite Mohammed ben Abdelwahhab à se joindre à lui, et en 1744 un pacte a été conclu entre les deux hommes. Aux termes de ce pacte, Mohammed Ibn Saoud devrait protéger et propager les doctrines de la dawa wahhabite, tandis que Mohammed ben Abdelwahhab « soutiendrait le dirigeant, en lui fournissant « gloire et puissance ». « À celui qui a défendu son message », Mohammed ben Abdelwahhab a promis qu'il « règnera, par ce moyen, sur les terres et les hommes ». Ibn Saoud abolirait la zakat sur les récoltes locales, et en retour, Dieu le dédommagerait avec le butin de la conquête et la zakat correspondante qui excéderait celle à laquelle il renonce. L'alliance entre la dawa wahhabite et la famille Al-Saoud a « perduré pendant plus de deux siècles et demi », « survivant aux défaites et aux effondrements,. Les deux familles se sont mariées à plusieurs reprises au cours des années et dans l'actuelle Arabie saoudite, le ministre du culte est toujours un membre de la famille de l'Al ash-Sheikh (c'est-à-dire un descendant de Mohammed ben Abdelwahhab).
Selon la plupart des sources, Mohammed ben Abdelwahhab a déclaré le djihad contre les tribus voisines, pour éradiquer les pratiques d'intercession à travers les saints, de visite des tombes et mosquées spéciales, qu'il croyait être l'œuvre des idolâtres / mécréants,,,. Selon Natana DeLong-Bas, Mohammed ben Abdelwahhab se serait borné à exhorter, à combattre, tous ceux qu'il percevait comme des incroyants, préférant prêcher et persuader plutôt que l'offensive militaire,,. Ce serait seulement après la mort de Mohammed Ibn Saoud en 1765 que, selon DeLong-Bas, le fils et successeur de Mohammed ibn Saoud, Abdul-Aziz bin Muhammad, a recouru à l'approche « convertir ou mourir » pour élargir son domaine, et lorsque les wahhabites auraient adopté les idées de takfir de Ibn Taymiyya.
Cependant, divers chercheurs, incluant Simon Ross Valentine, ont vivement rejeté une telle vision de Mohammed ben Abdelwahhab, arguant que « l'image de Mohamed ben Abdelwahhab présenté par DeLong-Bas doit être considérée pour ce qu'elle est, à savoir une ré-écriture de l'Histoire qui va à l'encontre des faits historiques ». La conquête a été étendue à toute la péninsule arabique jusqu'à ce qu'il conquit La Mecque et Médine au début du XIXe siècle,. (C'est à cette époque que, selon DeLong-Bas, les wahhabites ont embrassé les idées de Ibn Taymiyya, qui permettent au musulman d'auto-procéder à l'excommunication de quiconque ne suit pas la loi islamique, afin de justifier leurs belligérances et conquêtes contre les chérifs musulmans du Hedjaz.)
Une de leurs attaques les plus notables et les plus controversées était sur Kerbala en 1802. Là, selon un chroniqueur wahhabite `Uthman ben `Abd ben Bishr : « Les musulmans », comme les wahhabites aimaient à se définir eux-mêmes, ne ressentaient nullement le besoin de se distinguer des autres musulmans, au point qu'ils ne les croyaient même pas musulmans :

« ont escaladé les murs, sont entrés dans la ville […] et ont tué la majorité de ses habitants dans les marchés et dans leurs maisons. [Ils] ont détruit le dôme placé sur la tombe de Al-Hussein [et ont pris] tout ce qu'ils ont trouvé à l'intérieur du dôme et ses environs […] la grille entourant le tombeau qui était incrusté d'émeraudes, de rubis et d'autres bijoux […] toutes sortes de biens, des armes, des vêtements, des tapis, de l'or, de l'argent, de précieux exemplaires du Coran. »

— Wahhabism - A Critical Essay : Chapter 2
Les wahhabites ont également massacré la population masculine et réduit en esclavage les femmes et les enfants de la ville de Taëf au Hedjaz en 1803.
L'Empire ottoman a finalement réussi à contre-attaquer. En 1818, ils ont défait les Saoud, atteignant la capitale Dariya, exécutant l'émir Al-Saoud, bannissant le leadership politique et religieux de l'Émirat,, à défaut de parvenir à éradiquer non seulement la Maison des Saouds, mais également la dawa wahhabite. Un deuxième, plus petit État saoudien (émirat du Nejd) a duré de 1819 à 1891. Ses frontières étant dans le Nejd, le wahhabisme a été protégé de nouvelles campagnes ottomanes ou égyptiennes par l'isolement du Nejd, le manque de ressources précieuses, et les moyens de communication et de transport limités à cette époque.
Dans les années 1880, la doctrine wahhabite était devenu la culture religieuse des habitants du Nejd, par ailleurs des observateurs contemporains de l’époque assimile le wahhabisme a un pharisaïsme (piété ostentatoire, mais sans conviction): les ablutions sont souvent remplacées par le tayammum (ablutions sèches), les fidèles ne se déchaussent pas systématiquement en pénétrant dans les mosquées et se préoccupent peu de leur posture durant la prière. Ils notent en outre que les sermons (Khotba) sont dépourvus de références aux personnages illustres de l'islam, à l'exception du prophète Mahomet, mais que son nom n'est pas accompagné des éloges auxquels le reste des musulmans est habitué ailleurs. Les wahhabites sont alors surtout connus par les autres musulmans comme interdisant la consommation de tabac avec la plus grande intransigeance.

### Guerre contre le califat
Le califat ottoman de l'époque s’inquiète rapidement de l'ampleur du mouvement et de la menace qu'il fait peser sur son pouvoir. À la suite du pillage et de la profanation, par les wahhabites, des villes saintes de Kerbala (1801), de La Mecque et de Médine (1803-1806), le sultan Mahmoud II ordonna au khédive (vice-roi) d'Égypte Méhémet Ali Pacha d'envoyer une armée en Arabie pour détruire cette dissidence.
Celui-ci nomme son fils, Ahmed Toussoune Pacha (1793-1816), âgé de 17 ans, comme général commandant la première campagne militaire, qui quitta le port de Suez le 3 septembre 1811 et s'empara du port de Yanbu' la même année, de Médine en 1812 et de la Mecque en 1813.
La deuxième expédition se déroula entre 1813 et 1815. Durant cette campagne, Méhémet Ali Pacha accomplit le pèlerinage (Hajj) et supervisa les opérations militaires conduites par son fils Toussoune. Le troisième imam Saoud ben Abdelaziz ben Mohammed fut tué sous les murs de Ta’if en décembre 1814 et le pouvoir passa aux mains de son fils aîné Abdallah ben Saoud. Mais les wahhabites ne purent résister à l’offensive et furent vaincus à Koulakh le 10 janvier 1815. Le quatrième imam Abdallah ben Saoud déposa les armes et accepta un humiliant traité, mais réussit à conserver le Nejd et sa capitale Dariya.
Une troisième expédition égyptienne fut envoyé en Arabie en 1816, commandée par Ibrahim Pacha, autre fils (adoptif ?) du Khédive. Après une campagne très difficile, l'armée égyptienne détruisit la capitale Dariya le 3 septembre 1818. Elle captura l'imam Soulaymân petit-fils de Mohammed ben Abdelwahhab, qui fut fusillé, et Abdallah ben Saoud ben Abdelaziz, qui fut envoyé au sultan Mahmoud II. Ce dernier le fit décapiter et exposa son corps sur la place publique à Constantinople,. Mais certains membres de la famille de Saoud réussirent à fuir vers d'autres régions de l'Arabie.
L'imam Tourki I ben Abdelaziz Al Saoud réussit à créer en 1824 le deuxième État wahhabite avec Riyad pour capitale. La famille rivale des Al-Rachid profita des luttes fratricides au sein du clan Al-Saoud pour mettre fin à ce deuxième État et s'emparer du pouvoir à Riyad avec l'aide des Turcs en 1892. L'empire britannique, qui souhaitait voir le départ de l'empire ottoman de la région, instrumentalisa les bédouins à des fins géopolitiques,.

### Troisième État saoudien

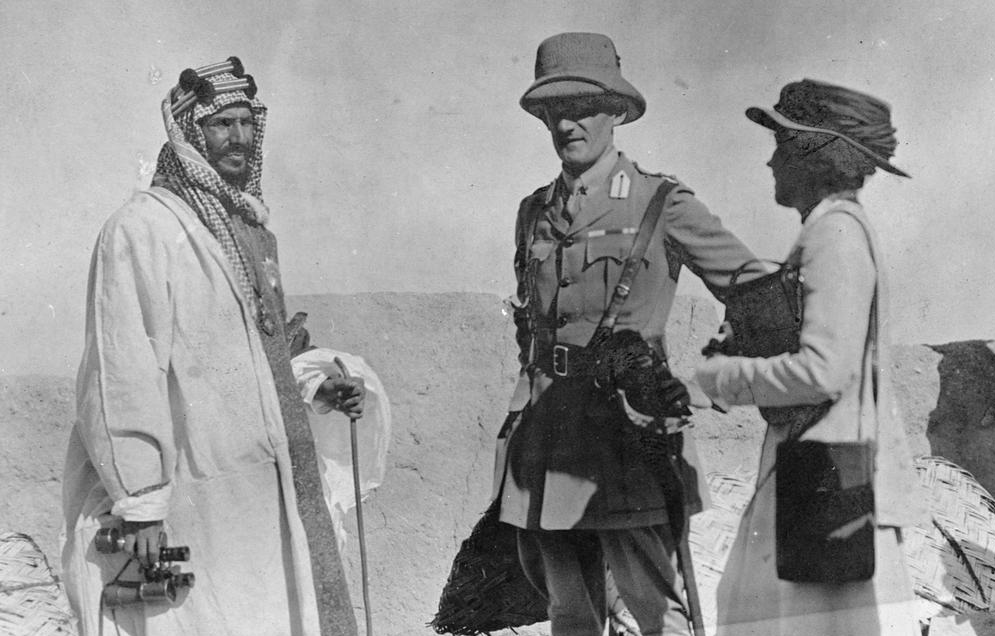
Percy Cox avec Gertrude Bell en compagnie d'Abdelaziz ben Abderrahmane Al Saoud, premier roi d'Arabie saoudite, dans le désert d'Arabie lors de la Grande révolte arabe de 1916.

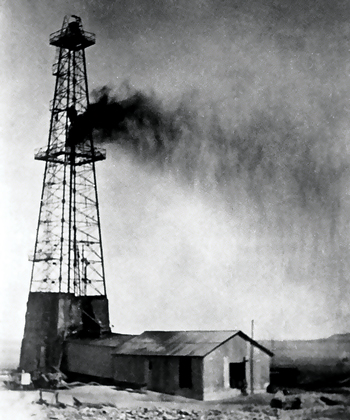
Dammam no 7, premier puits de pétrole commercial en Arabie saoudite, frappant l'huile le 4 mars 1938.

En 1901, Abdelaziz ben Abderrahmane ben Fayçal Al Saoud, cinquième génération de descendant de Mohammed Ibn Saoud, a commencé une campagne militaire pour fonder l'actuelle Arabie saoudite. En 1902, Abdelaziz ben Abderrahmane ben Fayçal Al Saoud, de l'ancienne famille régnante réfugiée au Koweït, reconquit Riyad puis tout le Nejd entre 1902 et 1912, avant d'arracher le Hedjaz et de prendre possession de La Mecque le 14 octobre 1924, de Médine le 5 décembre de la même année, de Djeddah le 23 décembre 1925, pour finalement fonder les royaumes du Hedjaz le 29 août 1926 et du Nejd en mai 1927. Le 23 septembre 1932, il réunit ses conquêtes pour créer le troisième Royaume d'Arabie saoudite sur une grande partie de la péninsule arabique, après l'effondrement de l'Empire ottoman. En 1934, le traité de Taëf adjoint les trois provinces yéménites de l'Asir, Najran et Jizan. Le résultat qui sauvegarde la vision de l'Islam - basée autour des tenants de l'Islam tels qu'ils étaient prêchés par Mohammed ben Abdelwahhab - ne s'est pas fait sans effusion de sang ; 500 000 morts entre 1901 et 1932, 40 000 exécutions publiques et 350 000 amputations ont été réalisées au cours de sa chevauchée, selon certaines estimations,,,.
Sous le règne d'Abdelaziz, « des considérations politiques l'emportent sur l'idéalisme religieux » qui avait la faveur des wahhabites les plus pieux. Son succès politique et militaire a donné le contrôle aux oulémas wahhabites sur les institutions religieuses exerçant leur juridiction sur un territoire considérable, et dans les années postérieures les idées wahhabites formaient la base des règles et des lois concernant les affaires sociales, et façonnaient les politiques judiciaires et éducatives du royaume. Mais les protestations des oulémas wahhabites se sont tues quand est venu la consolidation du pouvoir dans les régions du Hedjaz et d'Al-Hassa, en évitant les affrontements avec la grande puissance tutélaire de la région (Grande-Bretagne), l'adoption de la technologie moderne, l'établissement d'un cadre administratif gouvernemental simple, ou la signature d'une concession pétrolière avec les États-Unis. Les oulémas wahhabites ont également émis une fatwa affirmant que « seul le souverain peut déclarer le djihad » (une violation de l'enseignement de Mohammed ben Abdelwahhab selon DeLong-Bas.)
Comme le domaine du wahhabisme s'était élargi sous Ibn Saoud en zones chiites (Al-Hassa, conquis en 1913) et sunnites de diverses obédiences (Hedjaz, conquis entre 1924 et 1925), les wahhabites pressaient pour la conversion forcée des chiites et l'éradication de (ce qu'ils voyaient comme de) l'idolâtrie. Ibn Saoud a recherché « une approche plus détendue ».
Dans la région d'Al-Hassa, les tentatives pour stopper l'observance des fêtes religieuses chiites et remplacer l'enseignement et l'exhortation des imams chiites par les wahhabites, ont duré seulement un an.
À La Mecque et à Djeddah (Hedjaz) l'interdiction du tabac, de l'alcool, des jeux de cartes et de l'écoute de la musique sur le phonographe, étaient plus souples que dans le Nejd. Passant outre aux objections des oulémas wahhabites, Ibn Saoud a permis à la fois la conduite automobile et la présence de chiites au hajj.
Le recours à la force pour la commanderie du bien et l'interdiction du mal, comme l'observance de la prière et la séparation des sexes, s'étaient fortement développées au cours du deuxième émirat saoudien, et en 1926 un Comité pour la promotion de la vertu et la prévention du vice a été fondé à La Mecque,,.
Alors que les guerriers wahhabites avaient fait serment d'allégeance aux monarques de la dynastie des Al Saoud, il y eut une grande mutinerie. Le Roi Abdelaziz mis à terre les Ikhwan mutins - les bédouins avaient retourné les guerriers wahhabites qui s'opposaient à son « introduction de certaines innovations technologiques telles que les téléphones, les voitures, et le télégraphe » et son « envoi de son fils dans un pays de mécréants (Égypte) ». La Grande-Bretagne avait aidé Abdelaziz, et quand l'Ikhwan attaqua les protectorats britanniques de Transjordanie, d'Irak et du Koweït, en continuité du djihad commencé pour étendre le domaine wahhabite, Abdelaziz frappait, tuant ainsi des centaines avant que les mutins ne se rendent en 1929.
Il y a alors au départ un clivage entre les savants malikites et chaféites inspirés par le salafisme moderniste au Hijaz et les savants wahhabites du Nejd.

### Ouverture au monde

Drapeau brandi par l'Ikhwan (en contexte guerrier, il pouvait être noir).

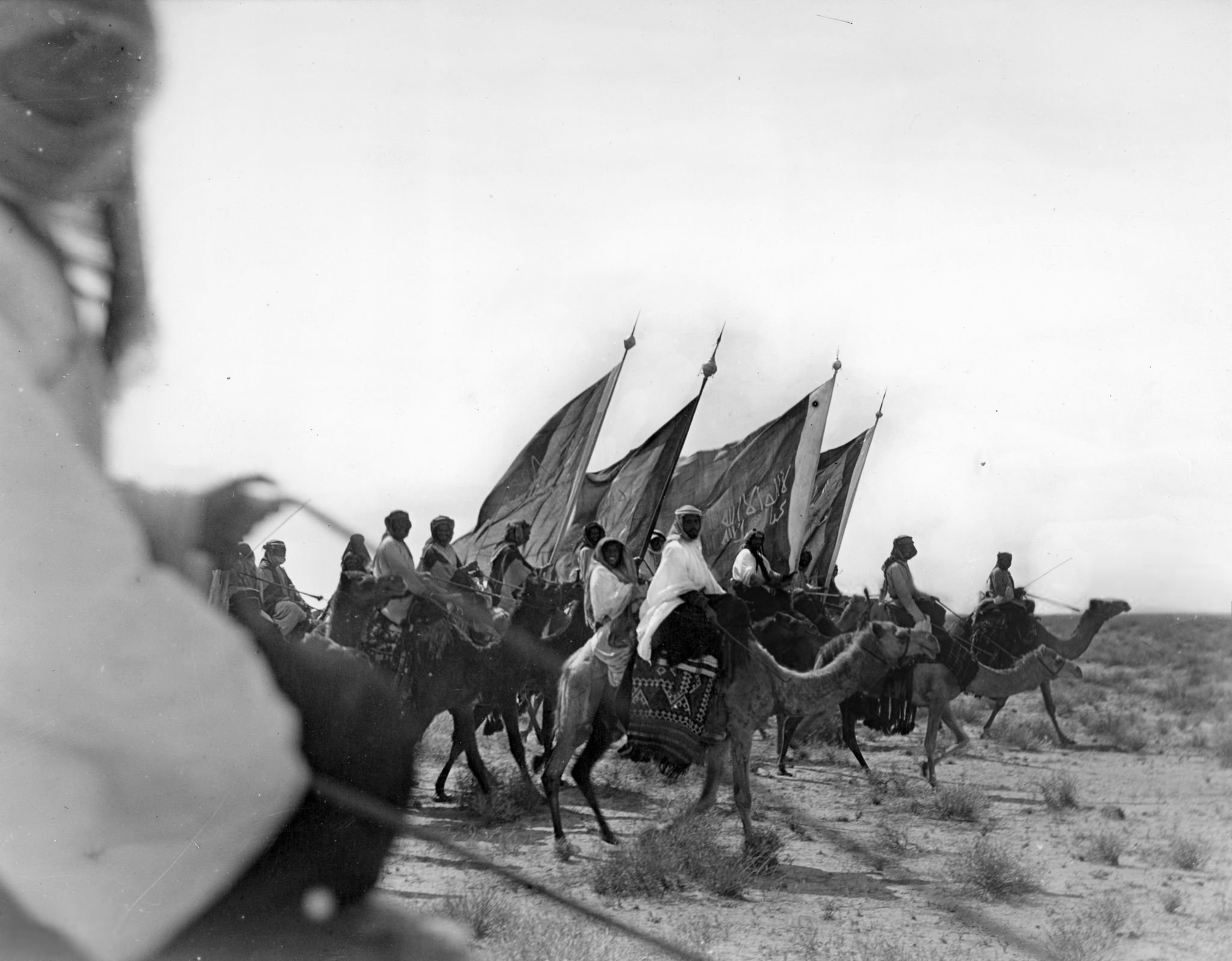
Ikhwan, soldats d'élites en 1911.

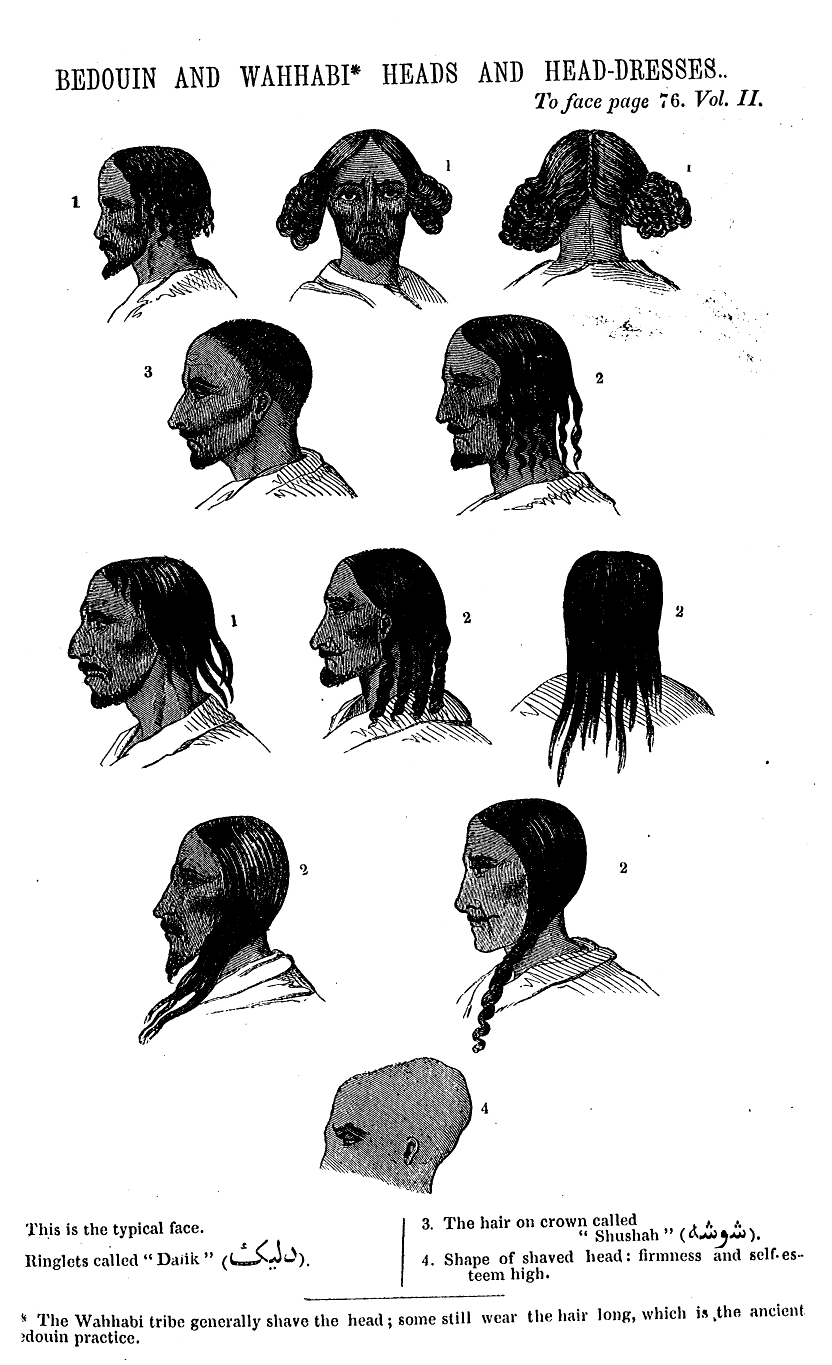
Têtes et coiffures des bédouins et wahhabites. Sir Burton (mort en 1890) précise en légende que les tribus wahhabites se rasent généralement la tête et que certaines portent encore les cheveux longs, ce qui correspond à l'ancienne pratique bédouine. Gustave Le Bon (mort en 1931) les qualifie d'« Écossais de la péninsule » à cause de l'expression de leurs traits réservés, durs et sombres.

Avant Abdelaziz ben Abderrahamane Al Saoud, pendant la majeure partie de la seconde moitié du XIXe siècle, il y avait une forte aversion dans les contrées wahhabites à se mêler aux « idolâtres » (ce qui incluait la plupart du monde musulman). Le contact volontaire était considéré par les théologiens wahhabites comme un péché à tout le moins, mais si quelqu'un appréciait la compagnie des idolâtres, et « approuvait leur religion », cela devenait un acte de mécréance. Le voyage en dehors du giron du Nejd pour se rendre sur les terres ottomanes « a été étroitement contrôlé, sinon complètement interdit ».
Au cours de son histoire, le wahhabisme est devenu toutefois plus conciliant avec le monde extérieur. À la fin des années 1800, les wahhabites ont trouvé des musulmans avec des croyances au moins similaires aux leurs - d'abord avec Ahl-i Hadith en Inde, et ensuite avec des réformistes dans les États arabes (l'un étant Mahmoud Sahiri al-Alusi à Bagdad). Les réformistes et wahhabites partageaient un intérêt commun pour la pensée de Ibn Taymiyya, l'admissibilité de l'ijtihad, et la nécessité de purifier les pratiques cultuelles de l'innovation. Dans les années 1920, Rachid Rida, un salafiste pionnier dont le journal al-Manar était largement lu dans le monde musulman, a publié une « anthologie de traités wahhabites », et une œuvre faisant l'éloge de Ibn Saoud comme « le sauveur de la Haramayn [les deux villes saintes] et un praticien de l'authentique loi islamique, ».
Dans une tentative « pour rejoindre le courant musulman dominant (comprendre le sunnisme) et pour effacer la réputation de sectarisme extrême associée à l'Ikhwan », en 1926, Ibn Saoud a convoqué un congrès musulman de représentants des gouvernements musulmans et des associations populaires. Au début des années 1950, les « pressions » sur Ibn Saoud pour contrôler les régions du Hedjaz et al-Hassa - « en dehors du cœur du pays wahhabite » - et « naviguer dans les courants de la politique régionale » ont fait tomber le mur entre le cœur du pays wahhabite et la « terre d'idolâtrie » à l'extérieur,.
Un courant majeur dans la politique régionale à cette époque était le nationalisme laïque, qui, avec Gamal Abdel Nasser, déferlait sur le monde arabe. Pour lutter contre ce phénomène, la dawa wahhabite a travaillé étroitement avec les initiatives de la politique étrangère saoudienne. En mai 1962, une conférence organisée à La Mecque par des Saoudiens a discuté des moyens pour lutter contre la laïcité et le socialisme. Dans son sillage, la Ligue islamique mondiale a été établie. Pour propager l'islam et « repousser les tendances et les dogmes hostiles », la Ligue a ouvert des succursales dans le monde entier. Elle a développé une association plus étroite entre les wahhabites et les principaux salafistes, et fait cause commune avec la renaissance islamique des Frères musulmans, Ahl al-Hadith et de la Jamaat-e-Islami, combattant le soufisme et les pratiques populaires religieuses « innovées » et en rejetant l'Occident et les occidentaux « qui étaient si délétères pour la piété et les valeurs musulmanes ». Les missionnaires ont été envoyés en Afrique de l'Ouest, où la Ligue a fondé des écoles, distribué de littérature confessionnelle et donné des bourses pour fréquenter les universités religieuses saoudiennes. Une conséquence a été la création de la société Izala qui a combattu le soufisme au Nigeria, au Tchad, au Niger et au Cameroun.
Un événement qui a eu un grand impact sur le wahhabisme en Arabie saoudite a été l'« infiltration du mouvement de renaissance transnationaliste » sous la forme de milliers de pieux, d'arabes islamistes, de Frères musulmans réfugiés en provenance d'Égypte à la suite de la répression de Nasser sur l'organisation (et aussi en provenance d'Irak et de Syrie à la suite de répressions nationalistes similaires), pour aider l'encadrement (en grande partie analphabète) du nouveau système éducatif du Royaume.
L'idéologie islamiste des Frères différait du wahhabisme plus conservateur en ce qu'il prêchait l'obéissance loyale au Roi. L'organisation des Frères a abordé ce que Robert Lacey a appelé « des concepts de promotion du changement » comme la justice sociale, et l'anticolonialisme, et a donné « une radicale, mais apparemment sans danger, entorse religieuse » aux valeurs wahhabites que les étudiants saoudiens « avait absorbé dans l'enfance ». Avec la « main-mise » de l'organisation sur l'islam radical (périphrase pour le salafisme), le djihad est devenu une « possibilité pratique actuelle », plus seulement une partie de l'Histoire.
Les Frères ont été sommés par le clergé saoudien et le gouvernement de ne pas tenter de faire du prosélytisme ou autrement dit de ne pas s'impliquer dans les questions doctrinales religieuses au sein du Royaume, mais ils ont néanmoins « pris le contrôle » de la vie intellectuelle de l'Arabie saoudite « en publiant des livres et en participant à des cercles de discussion et salons organisés par les princes ». Avec le temps ils ont pris les premiers postes dans les ministères-clés, et ont influencé les programmes de l'éducation nationale. L'université islamique de Médine créée en 1961 pour former - pour la plupart des non-saoudiens - des prosélytes au wahhabisme, est devenue « un refuge » pour les Frères musulmans réfugiés en provenance d'Égypte. Les idées des Frères se sont finalement étendues à tout le royaume et ont eu un grand impact sur le wahhabisme - même si les observateurs divergent quant à savoir si ce fut pour le « saper », ou « se mixer » avec lui,.

### Pacte «pétrole contre protection»

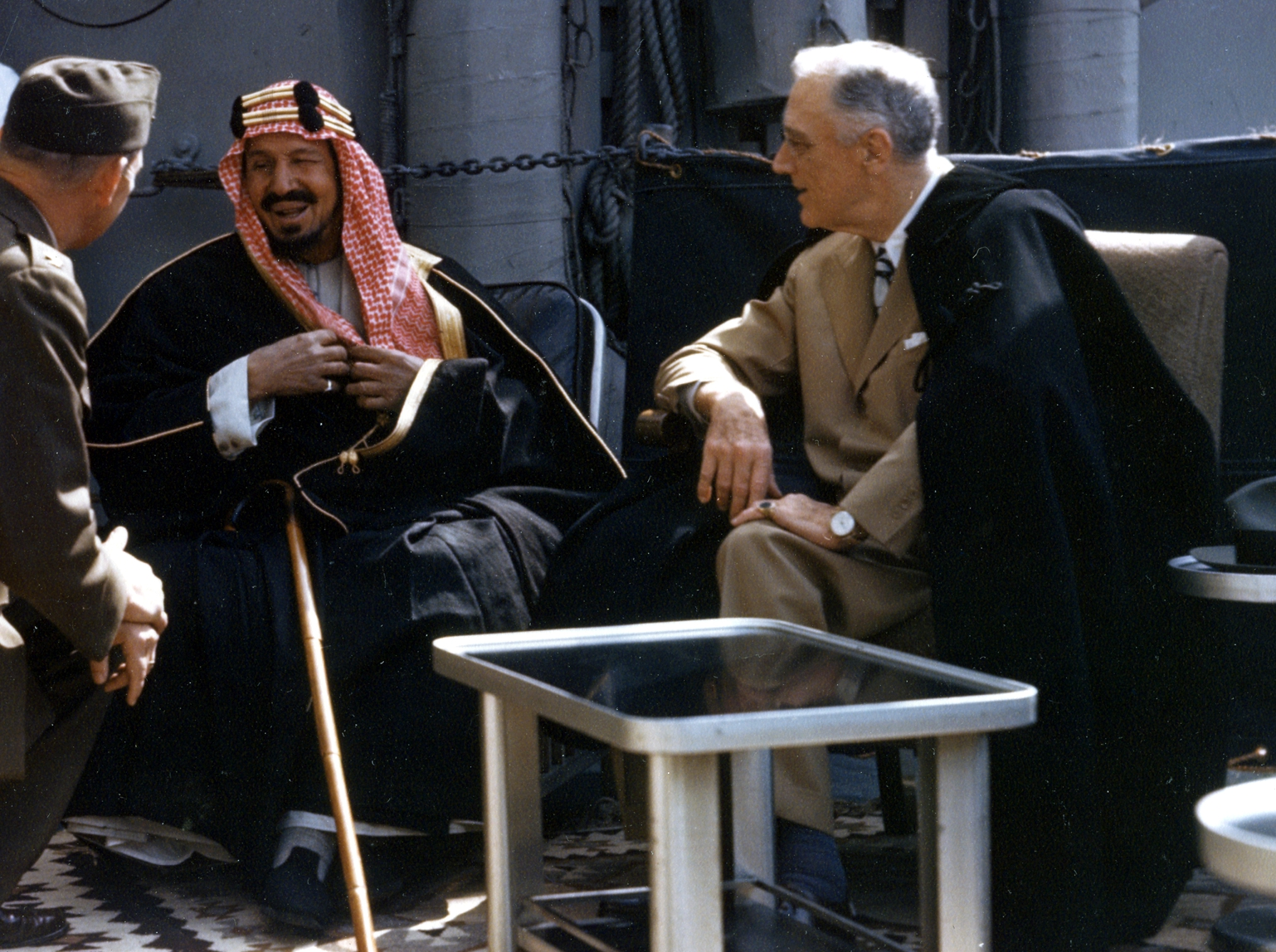
Le roi Abdelaziz ben Abderrahmane Al Saoud avec le Président Franklin Delano Roosevelt à bord du USS Quincy revenant de la Conférence de Yalta en 1945.

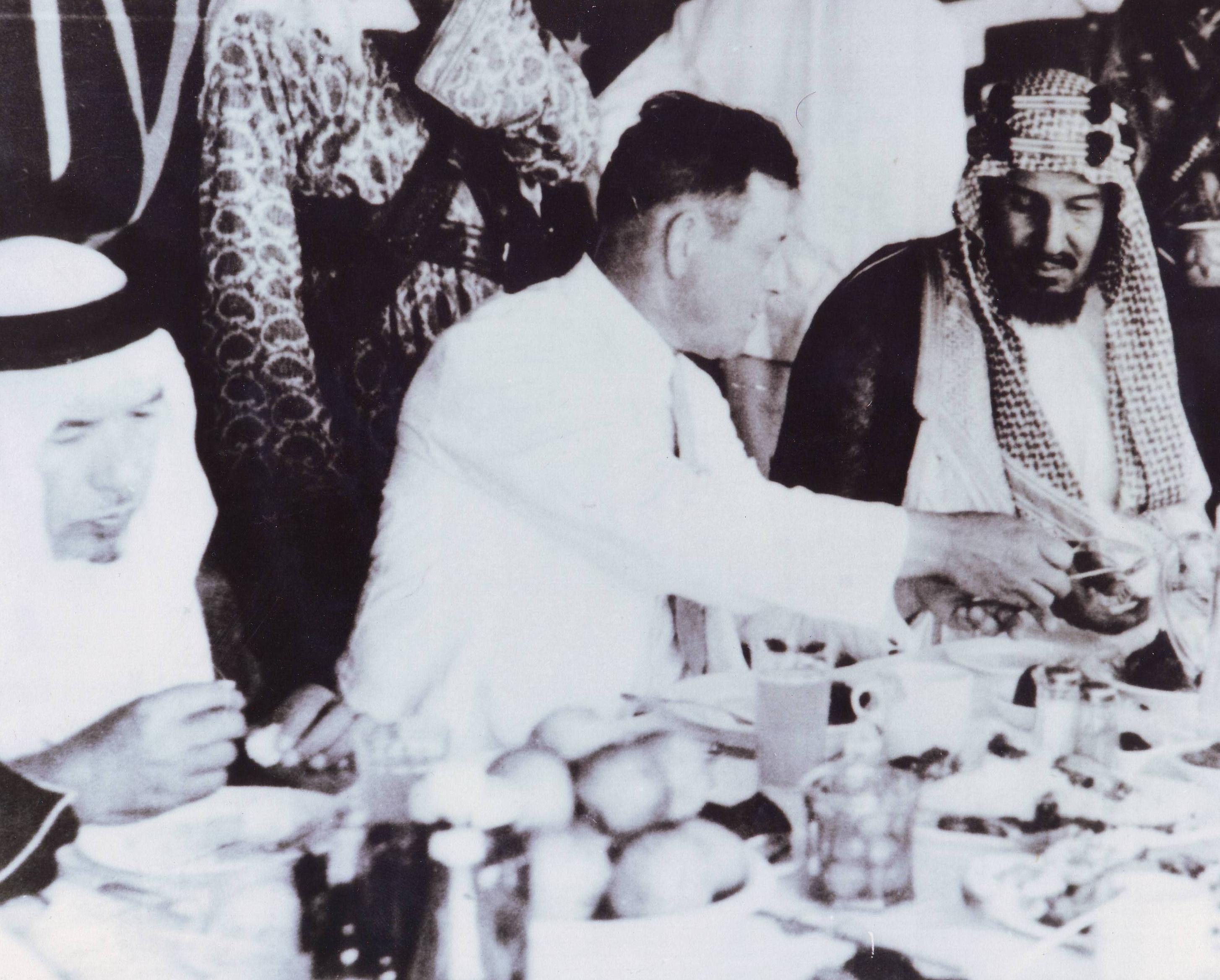
Le roi Abdelaziz ben Abderrahmane Al Saoud avec le secrétaire américain au Pétrole.

Après la disparition du Califat en 1924, la conquête du pouvoir en 1932 et l'exploitation des gisements pétrolifères d'Arabie à partir de mars 1938, la famille des Saoud et le wahhabisme prennent leur essor à la suite du pacte « pétrole contre protection » qui est conclu sur le croiseur USS Quincy le 14 février 1945 entre le roi Abdelaziz ben Abderrahman ben Fayçal Al Saoud et le président des États-Unis, Franklin Delano Roosevelt. Ce pacte promet la protection militaire du régime wahhabite des Saoud par les États-Unis en échange du pétrole. Ainsi, le wahhabisme se développe avec l'apport des pétrodollars et la protection militaire des États-Unis. Ce mouvement se propage alors à l’extérieur du royaume via les médias (télévision, ouvrages, radio-cassettes puis sites internet).

### Mondialisation
Afin d'endiguer le panarabisme, principalement représenté par le nassérisme en Égypte et le baasisme en Syrie et en Irak, l'Arabie saoudite développa une politique de prosélytisme islamique dans les années 1960, notamment avec la création de l’université islamique de Médine en 1961 et la Ligue islamique mondiale en 1962,. Ces entités deviendront d'importants vecteurs du prosélytisme wahhabite ou salafiste,,.
À la suite de la crise pétrolière de 1973 l'Arabie saoudite bénéficia d'une importante manne pétrolière (En 1980, l'Arabie saoudite gagnait en trois jours d'exploitation de la rente pétrolière, ce qu'elle gagnait en une année avant l'embargo), laquelle permit de financer le prosélytisme wahhabite: Des dizaines de milliards de dollars de cet argent ont été dépensés dans des livres, des médias, des écoles, des bourses pour les étudiants (depuis la primaire jusqu'au post-universitaire), des bourses et des subventions pour récompenser des journalistes, des universitaires et des érudits islamiques, la construction de centaines de centres islamiques et des universités, et plus d'un millier d'écoles et un millier de mosquées,,. Au cours de cette époque, le wahhabisme atteint ce que Gilles Kepel appelle une « position prééminente de force dans l'expression globale de l'islam ».

### Guerre d'Afghanistan
L'« apex de la coopération » entre les wahhabites et les groupuscules réformistes a été le djihad afghan.
En décembre 1979, l'Union soviétique envahit l'Afghanistan, alors préoccupée par l'insurrection islamique croissante sur place contre un régime moderniste ami. Peu de temps après, Abdallah Azzam, un imam Frère musulman ayant des liens avec les institutions religieuses saoudiennes, a émis une fatwa déclarant le djihad défensif en Afghanistan contre l'Union soviétique condamnée pour son athéisme, sur la base du « fard al-'ayn », une obligation personnelle (ou individuelle) pour tous les musulmans. Cette prise de position a été soutenue par le Grand Mufti d'Arabie saoudite (la plus haute autorité religieuse du pays), Abd al-Aziz ibn Baz, notamment,.
Entre 1982 et 1992, on estime que 35 000 volontaires musulmans se sont rendus en Afghanistan pour combattre les Soviétiques et leur régime afghan. Des milliers d'autres ont fréquenté des écoles frontalières grouillant d'anciens et de nouveaux combattants. On estime qu'entre 12 000 et 25 000 de ces volontaires sont venus d'Arabie saoudite. L'Arabie saoudite et les autres monarchies conservatrices du Golfe ont également fourni un soutien financier considérable au djihad - 600 millions de dollars sur un an en 1982.
En 1989, les troupes soviétiques se retirent et quelques années plus tard, non seulement le régime pro-soviétique à Kaboul s'effondre, mais l'Union soviétique elle-même.
Bien mieux, ce triomphe religieux des wahhabites saoudiens frappe le monde musulman, car de nombreux États à majorité musulmane (et l'OLP) alliés avec l'Union soviétique ne prenaient pas en charge le djihad afghan. Mais de nombreux volontaires djihadistes (dont le plus célèbre Oussama ben Laden) une fois retournés à leur domicile en Arabie et ailleurs, étaient le plus souvent devenus radicalisés par des militants islamistes qui étaient « beaucoup plus extrémistes que leurs sponsors saoudiens».
Selon le prince héritier d'Arabie saoudite Mohammed ben Salmane Al Saoud, la propagation du wahhabisme s'est faite à la demande de l'Occident pendant la guerre froide.

### «Érosion» du wahhabisme

#### Prise de la Grande Mosquée
En 1979, 400 à 500 insurgés islamistes, utilisant des armes et des fournitures de contrebande, ont pris d'assaut la Grande Mosquée de La Mecque, appelé à un renversement de la monarchie saoudienne, dénoncé les oulémas wahhabites comme des marionnettes royales, et annoncé l'arrivée du Mahdi de la Fin des temps. Les insurgés ont dévié de la doctrine wahhabite sur des points fondamentaux, mais étaient dans le même temps associés avec les plus grands oulémas wahhabites (Abd al-Aziz ibn Baz connaissait le chef des insurgés, Juhayman al-Otaybi). Leur prise d'assaut du lieu saint de l'Islam, la prise d'otage de centaines de pèlerins du hajj, et la mort de centaines de militants, de membres des forces de sécurité et d'otages pris entre deux feux au cours des deux longues semaines de reprise de la mosquée, a choqué tout le monde islamique et n'a pas rehaussé le prestige des Al Saoud comme « gardiens » de la mosquée.

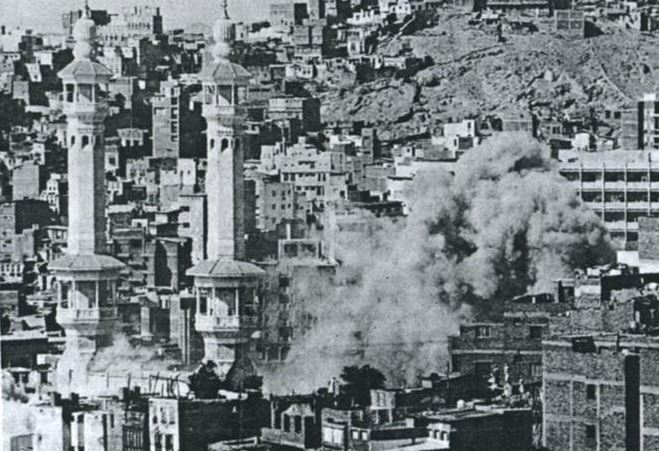
Fumée lors de l'assaut sur la galerie de Safâ et Marwah en 1979.

L'incident a également endommagé le prestige de l'establishment wahhabite. Les dirigeants saoudiens ont demandé et reçu des fatwas wahhabites approuvant l'intervention militaire pour déloger les insurgés et par la suite leurs exécutions. Mais les imams wahhabites sont également tombés en disgrâce sous le soupçon d'implication avec les insurgés. Entre autres conséquences, les imams Sahwa influencés par les idées des Frères eurent libre cours. Leur idéologie était pensée dans le même temps comme plus à même de concurrencer le récent islamisme révolutionnaire / tiers-mondisme de la révolution iranienne.
Bien que les insurgés soient mus par le puritanisme religieux, l'incident n'a pas provoqué une vague de répression sur d'autres puritains religieux, mais en donnant au contraire plus de pouvoir aux oulémas et aux conservateurs religieux à effet de faire respecter plus strictement les codes islamiques de toute façon - du bannissement des images de femmes dans les médias en passant par l'addition d'heures supplémentaires d'études islamiques à l'école - et en donnant plus de pouvoir et d'argent à la police religieuse pour imposer les règles conservatrices de comportement,,.

#### Guerre du Golfe
En août 1990, l'Irak envahit et annexe le Koweït. Craignant que Saddam Hussein puisse pousser plus au sud et s'emparer de leurs champs de pétrole, les Saoudiens ont demandé l'assistance militaire des États-Unis et ont permis à des dizaines de milliers de soldats américains d'être basés dans le Royaume pour combattre l'Irak.
Mais cette « requête en vue de l'assistance des infidèles contre une puissance musulmane » était difficilement justifiable du point de vue de la doctrine wahhabite,.
Une nouvelle fois, les autorités saoudiennes ont sollicité et obtenu une fatwa du chef de file des oulémas wahhabites soutenant leur action. Néanmoins, cette fatwa échoue à convaincre de nombreux musulmans et oulémas rétifs à la présence américaine, incluant les Frères musulmans soutenant le mouvement d'éveil des Sahwa qui ont commencé à faire pression pour un changement politique dans le Royaume. En dehors du Royaume, les islamistes / groupuscules de réformistes qui ont longtemps bénéficié de l'aide des Saoudiens et avaient des liens avec les wahhabites (djihadistes arabes, islamistes pakistanais et afghans) ont soutenu l'Irak, et non les Saoudiens.
Au cours de cette période et postérieurement, beaucoup dans le mouvement wahhabite / salafiste (comme Oussama ben Laden) non seulement ne considéraient plus le monarque saoudien comme un émir de l'Islam, mais soutenaient son renversement, en se concentrant sur le djihad (salafistes djihadistes) contre les États-Unis et (ce qu'ils pensent être) les autres ennemis de l'islam,. (Ce mouvement est parfois appelé néo-wahhabite ou néo-salafiste,).

#### Post 11-Septembre
Les attaques terroristes du 11 septembre 2001 sur les États-Unis (allié putatif des Saoudiens) qui causent la mort de près de 3 000 personnes et causent au moins 10 milliards de dollars de dégâts matériels et des dommages aux infrastructures sont présumées être « une expression du wahhabisme » pour un grand nombre d'observateurs (à tout le moins en dehors du royaume), au point que l'organisation Al-Qaïda d'Oussama ben Laden et la plupart des pirates de l'air du 11 septembre étaient des ressortissants saoudiens. Un contrecoup de la précédente hospitalité des États-Unis sur le royaume focalisé sur sa religion officielle (le wahhabisme) est qu'elle en est venue à être considérée par « certains [comme] une doctrine du terrorisme et de la haine » à retentissement mondial,. En Occident, le wahhabisme est alors perçu comme « ultraconservateur », « austère », « fondamentaliste », « pudibond » (ou « puritain »).

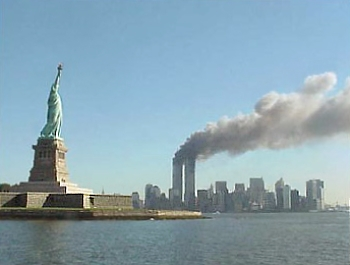
Attentats du 11 septembre 2001.

À l'intérieur du royaume, le prince héritier Abdallah s'adresse aux chefs religieux, aux chefs tribaux, aux chefs d'entreprises et aux médias du pays après les attentats dans une série de colloques télévisés appelant à une stratégie globale visant à corriger ce qui a mal tourné. Selon l'auteur Robert Lacey, les colloques et les articles consécutifs et les répliques d'un théologien de haut rang (Dr. Abdullah Turki) et des deux princes héritiers Al Saoud (le Prince Turki Al-Faisal, le Prince Talal bin Abdul Aziz), ont fourni l'occasion de clarifier qui avait le dernier mot dans le royaume, soit la dynastie Al Saoud et non les oulémas. Il a été déclaré que dans l'histoire islamique, il a toujours été du rôle des exécutifs d'exercer le pouvoir et du rôle des théologiens de conseiller, mais de ne jamais gouverner.
En 2003-2004, l'Arabie saoudite connaît une vague d'attentats-suicides liés à Al-Qaïda, des attaques contre les étrangers non-musulmans (environ 80 % des personnes employées dans le secteur privé saoudien sont des travailleurs étrangers et constituent environ 30 % de la population du pays) et des fusillades entre les forces de sécurité saoudienne et les militants. La conséquence de ces attaques a été la mise à dos de la tutelle exercée par l'establishment wahhabite sur la religion et la société. Des « dialogues nationaux » ont eu lieu qui « incluaient chiites, soufis, réformateurs libéraux, et les femmes exerçant une profession ». En 2009, dans le cadre de ce que certains appellent un effort « de l'ouléma pour prendre sur soi et réformer l'establishment théologique », le roi Abdallah a publié un décret selon lequel seuls les théologiens « officiellement approuvés » seraient autorisés à émettre des fatwas en Arabie saoudite. Le roi a également élargi le Conseil des Oulémas (composé de théologiens officiellement approuvés) pour inclure désormais des docteurs des autres écoles de droit sunnites en dehors du Madhab hanbalite, soit les écoles shafi'ite, hanafite et malikite.
Les relations avec les Frères musulmans se sont détériorées de façon constante. Après le 11 septembre, le prince Nayef, alors ministre de l'Intérieur, a blâmé la Confrérie pour l'extrémisme dans le royaume, et il a déclaré qu'elle était coupable de « trahison des promesses et d'ingratitude » et « la source de tous les problèmes dans le monde islamique », depuis qu'elle a été élue au pouvoir en Égypte. En mars 2014, le gouvernement saoudien a déclaré les Frères « organisation terroriste ».
L'influence wahhabite en Arabie saoudite est restée, cependant, tangible dans la conformité physique que ce soit en matière d'habillement, de conduite publique, et dans la prière publique. Plus important encore, l'héritage wahhabite a été manifeste dans la philosophie sociale qui suppose la responsabilité du gouvernement dans la direction morale collective de la société, du comportement des individus, des institutions, des entreprises, du gouvernement lui-même.

### Mémoires de M. Hempher
Une description apocryphe de la fondation du wahhabisme largement diffusée, mais discréditée par Bernard Haykel et George Packer,, connue sous le nom de Mémoires de M. Hempher, L'espion britannique au Moyen-Orient (d'autres titres ont été utilisés), allègue qu'un agent britannique nommé Hempher serait responsable de la création du wahhabisme. Dans les « mémoires », Hempher corrompt Mohammed ben Abdelwahhab, le manipulant pour prêcher sa nouvelle interprétation de l'islam dans le but de semer la discorde et la désunion entre les musulmans de sorte que : « Nous, le peuple anglais, puissions […] vivre dans le bien-être et le luxe ».

## Doctrine
Cette doctrine préconise une « réforme » de l'islam pour que celui-ci revienne à sa forme « originelle ». René Guénon note d'ailleurs à propos de la doctrine wahhabite des analogies avec le protestantisme, par exemple dans le rejet du « culte des saints », vu dans les deux cas comme une idolâtrie. De son vivant, Mohammed ben Abdelwahhab s'opposait par l'écriture seule à toute interprétation du Coran et de la Sunna qui diffère de celle du sens littéral et conservateur, au besoin en s'affranchissant des fatwas des quatre Écoles de droit sunnites.
Il prétendait également nettoyer l'islam de toute « innovation religieuse » (bid'ah) comme l'invocation d'Allah à travers des saints ou du prophète Mahomet au travers d'une intercession (tawassoul), qu'il condamnait comme de l'idolâtrie (shirk),.
Il rejetait enfin tous les autres courants de l'islam qui ne suivaient pas scrupuleusement sa conception du monothéïsme (tawhid Aqîda),, les considérant « pires que des infidèles »,,. Les chiites et les soufis n'étant tout simplement pas « croyants » pour lui,,, leur sang deviendrait, pour le coup, légal,,.
Les adeptes partagent la croyance des autres islamistes tels que les Frères musulmans, en la tutelle du religieux sur le politique et le gouvernement, et l'importance du prosélytisme (dawa) non seulement envers les non-musulmans, mais également envers les musulmans qui seraient dans l'erreur. Toutefois, les prédicateurs wahhabites étant conservateurs, ils ne jouent pas avec des concepts révolutionnaires tels que la justice sociale, l'anticolonialisme, ou l'égalité économique portés par certains islamistes. Selon Ali Aouattah, ce courant est fondamentaliste.

### Ségrégation et inégalité entre les sexes
Outre le port de vêtements noirs par les Saoudiennes et de vêtements blancs par les Saoudiens (code vestimentaire trouvant son origine dans l'affrontement historique entre d'un côté, les Omeyyades flanqués d'un drapeau blanc et de l'autre, les Abbassides flanqués d'un drapeau noir ; les sunnites en uniforme blanc et les chiites - partisans des Abbassides - en uniforme noir), le wahhabisme prône la ségrégation entre hommes et femmes et une limitation du droit de ces dernières en vertu du « blocage des moyens » (sadd al dhara'i), principe central du droit wahhabite.
Concrètement, dès leur naissance, les femmes sont placées sous l'autorité légale d'un homme, le « gardien » (mahram), qui peut être leur père, leur mari, leur frère, leur oncle ou même leur fils. Elles ne peuvent rien entreprendre sans son autorisation, que ce soit travailler, voyager, se marier ou même se faire ausculter par un médecin (exclusivement femme). À cet égard, l'une des plus grandes références du salafisme, le cheikh Ibn Uthaymin, une figure du wahhabisme saoudien, estime dans ses consultations juridiques (fatwas) que les femmes de bonnes mœurs doivent même ne quitter leur domicile qu'avec l'autorisation du mari ou du « gardien ». Il précise que « la femme est libre chez elle, elle se rend dans toutes les pièces de la maison et travaille en accomplissant les tâches ménagères ».
Jusqu'à récemment, les femmes étaient privées du droit de conduire,, les docteurs wahhabites avançant des arguments théologiques tels que : « Ça les expose au diable », « La conduite affecte les ovaires », etc.,.
La ségrégation est très stricte et la plupart des maisons, banques ou universités ont une entrée pour les hommes et une entrée pour les femmes.
Selon la hedjazie Suhayla Zayn al-Abidin, le wahhabisme a servi à légitimer ce qui ne sont rien d’autre que des coutumes locales najdies : « alors que l’islam a permis l’ijtihad (l’interprétation des textes) dans le but de s’adapter aux circonstances correspondant aux différents lieux et aux différentes époques, un groupe d’oulémas, qui n’est pas peu nombreux, s’est contenté de proclamer des interdictions au nom de sadd al-dharaʿi (« blocage des moyens », principe-clé du droit wahhabite). Ceux d’entre eux qui ont appliqué ce principe à la femme l’ont fait parce qu’ils la regardent avec des yeux païens (jahiliyya), et la traitent selon des coutumes et des traditions païennes, qui ne sont en rien une application de ce qu’a apporté l’islam » (in Al-Sharq al-Awsat, 30 mai 2004),.

### Auxiliaires de la foi
De retour d'Ispahan (en Iran), Mohammed ben Abdelwahhab importe en Arabie saoudite des idées propres au chiisme duodécimain connues sous le nom d'« Auxiliaires de la foi » qu'il se réapproprie ; à savoir le djihad (mais dans une version djihadiste), le khoms (« cinquième du butin ») qui a été étendu par la suite à tout revenu qui ne correspond pas à un travail ou à un héritage (dons, offrandes, récompenses, primes, etc), l'ordonnance du bien et interdiction du mal (Amr-Bil-Ma'rūf Nahi-Anil-Munkar) qui régit les rapports internes à la Oumma, la loyauté et le désaveu (Al Wala' Wal Bara') qui régit les rapports de la Oumma avec le monde extérieur, la Taqiya (« arcane du secret^o ») qui est volontairement passée sous silence, en sus des cinq piliers de l'islam sunnite.

#### Arcane du secret
Selon diverses sources, des doctorants,,,,,, d'anciens étudiants saoudiens, des professeurs arabophones qui ont eu accès aux textes des livres saoudiens, et des journalistes, Mohammed ben Abdelwahhab et ses successeurs prêchent que « leur » Islam serait la seule vraie forme de l'Islam.
Même en 2003, des pages entières dans les manuels scolaires saoudiens ont été consacrées pour expliquer aux étudiants que toutes les formes de l'Islam, sauf le wahhabisme étaient dans la déviation, bien que, selon Hamid Algar, les wahhabites ont « discrètement caché » ce point de vue sur les autres musulmans en dehors de l'Arabie saoudite « au fil des ans »,.
En réponse, le gouvernement saoudien « a vigoureusement nié les allégations ci-dessus », y compris que « leur gouvernement exporte l'extrémisme religieux ou culturel ou soutient l'éducation religieuse extrémiste ».

#### Ordonnance du bien et interdiction du mal
Le wahhabisme est connu pour sa politique de « contrainte de ses propres partisans et des autres musulmans à observer strictement les devoirs religieux de l'islam, comme les cinq prières journalières », et de « mise en œuvre d'un ordre moral à un degré qui n'existe nulle part ailleurs ».
Lorsque les autres musulmans se contenteraient d'exhorter les fidèles à s'abstenir de consommer de l'alcool, à un habillement modeste, et à faire la salat, les wahhabites exigent, quant à eux, que la prière « soit ponctuelle, rituellement correcte, accomplie collectivement et spontanément, mais ordonnent qu'elle le soit publiquement pour les hommes ». Ce n'est pas seulement le vin qui est interdit, mais également « toutes les boissons enivrantes ou autres toxicomanies, y compris le tabac ». Il n'est pas seulement prescrit un habillement modeste, mais le type de vêtements qui devrait être porté, en particulier par les femmes (une abaya noire, qui couvre tout le corps, sauf les yeux et les mains), est spécifié.
Selon la prédication et la pratique de Mohammed ben Abdelwahhab, la coercition doit être utilisée à fin d'appliquer la Charia, un Comité officiel a été habilité pour « l'Ordonnance du bien et l'interdiction du mal », en Arabie saoudite. Les « agents de terrain » de la Muttawa (ladite « police religieuse » qui dépend du Comité pour la promotion de la vertu et la prévention du vice), font appliquer strictement la fermeture des magasins au moment de la prière, la ségrégation des sexes, la prohibition de la vente et de la consommation d'alcool, l'interdiction de conduite des « véhicules terrestres à moteur » par les femmes, et d'autres restrictions sociales.
Un grand nombre de pratiques ont été rapportées comme interdites par les fonctionnaires saoudiens, les prédicateurs wahhabites ou la Muttawa. Les pratiques qui ont été interdites car dénoncées comme bid'ah (innovation) ou shirk (polythéisme) et parfois « punies par flagellation » au cours de l'histoire wahhabite incluent entre autres le fait de jouer ou d'écouter de la musique, de danser, de s'adonner à la divination, de posséder des amulettes, de regarder des programmes de télévision (sauf religieux), de fumer, de jouer au backgammon, aux échecs, ou aux cartes, de dessiner des figures humaines ou animales, de participer à un jeu de rôle ou d'écrire un scénario de fiction (les deux étant considérés comme des formes de mensonge), de disséquer des cadavres (même lors d'enquêtes criminelles et pour les fins de la recherche médicale), de mettre en attente téléphonique quelqu'un avec de la musique enregistrée ou d'envoyer des fleurs à des amis ou des proches qui sont à l'hôpital,,,,,.
Les pratiques musulmanes ordinaires que les wahhabites croient comme étant contraires à l'islam incluent entre autres le fait d'écouter de la musique faisant l'éloge de Mahomet, de prier Dieu tout en visitant les tombes (y compris la tombe de Mahomet), de célébrer le Mawlid (anniversaire du Prophète), de recourir à l'ornementation que ce soit à l'extérieur ou à l'intérieur des mosquées. L'onirologie (science de l'interprétation des rêves) est découragée par les wahhabites,.
La doctrine wahhabite encense la culture islamique (Thaqafah Islamiyyah) et l'importance d'éviter les pratiques culturelles non islamiques et l'amitié avec les non-musulmans, peu importe de savoir si ceux-ci peuvent apparaître innocents,, au motif que la Sunna interdit l'imitation des non-musulmans. Les pratiques étrangères parfois punies et parfois tout simplement condamnées par des prédicateurs wahhabites comme non islamiques, comprennent le fait de célébrer des jours étrangers (tels que la Saint-Valentin ou la fête des mères,), de se raser, de se tailler ou de désépaissir la barbe, d'offrir des fleurs, de se lever en l'honneur de quelqu'un, de célébrer des anniversaires (y compris celui du Prophète), de détenir ou de caresser les chiens. Les docteurs wahhabites ont mis en garde contre le fait de prendre des non-musulmans pour amis, de leur sourire ou de leur souhaiter de bons congés. Plusieurs théologiens wahhabites ont déclaré le football haram (illégal) pour toutes sortes de raisons et notamment le fait que c'est une pratique étrangère, non musulmane, révélant les corps en mouvement et sollicitant l'utilisation d'une langue étrangère, non-musulmane, au cours des matches,.

#### Loyauté et Désaveu

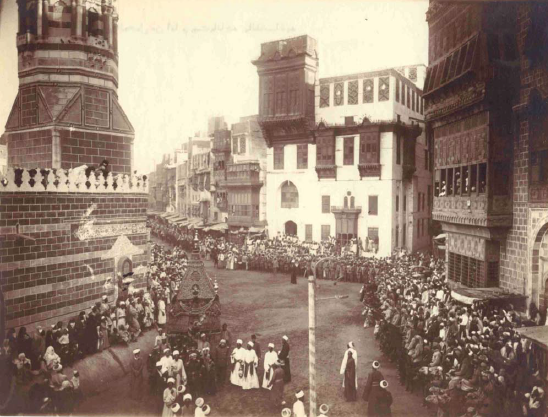
Le palanquin en provenance d'Égypte, dirigé par Hussein ben Ali, en turban blanc et tenue d'apparat, en direction de la Kaaba pour le rituel annuel du changement de la kiswa.

Selon une doctrine connue sous le nom de « Loyauté et Désaveu » (al-wala wa al-bara), Abdelwahhab a soutenu qu'il était « impératif pour les musulmans de ne pas se lier d'amitié, s'allier avec, ou imiter les non-musulmans ou musulmans hérétiques », et que cette « inimitié et l'hostilité des musulmans à l'égard des non-musulmans et hérétiques devaient être visible et sans équivoque,, ».

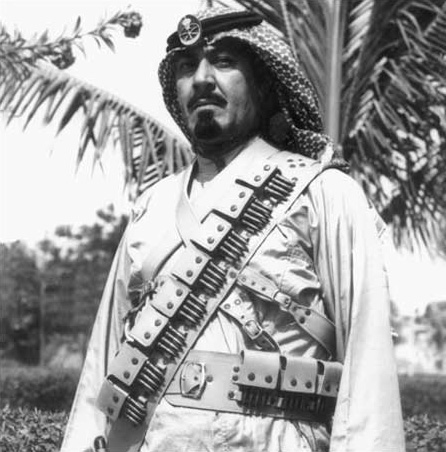
Roi Abdallah, commandant de la SANG (Saudi Arabian National Guard).

En dépit de ce rigorisme apparent, les docteurs wahhabites se sont toujours conformés aux desiderata des rois d'Arabie saoudite dans leurs consultations juridiques (fatwas) statuant sur ce qui est haram (illégal). Théoriquement, les troupes étrangères non-musulmanes sont interdites d'entrée dans la péninsule arabique, sauf lorsque le roi Fahd avait besoin d'eux pour faire face à Saddam Hussein en 1990 ; la mixité entre hommes et femmes est interdite, et la « fraternisation » (euphémisme des militaires américains pour l'homosexualité ; les musulmans étant supposés par ailleurs être frères en Dieu) avec les non-musulmans est découragée, sauf à l'université des sciences et technologies du Roi Abdallah (KAUST). Dans le droit fil des coutumes locales najdies, les cinémas et la conduite de véhicules terrestres à moteur par les femmes sont interdits, sauf à l'ARAMCO, dont les salariés, à l'est de l'Arabie, fournissent la quasi-totalité des ressources gouvernementales. (les passe-droits faits à la KAUST sont également accordés à l'ARAMCO.)
Outre la multiplication des exceptions, des règles plus générales sur ce qui est halal (légal) ont radicalement changé au fil du temps. En effet, le roi Abdelaziz ben Abderrahmane Al Saoud a imposé des doctrines et des pratiques wahhabites « dans une forme progressivement plus élégante » par rapport à ses premières conquêtes du XXe siècle pour élargir son domaine royal en direction des zones urbaines, tout particulièrement sur la question du port du hijab. Après des débats vigoureux, les docteurs wahhabites ont dû se résoudre à accepter l'usage du papier-monnaie (en 1951), l'abolition de l'esclavage (en 1962), la scolarisation des femmes (en 1964) et l'usage de la télévision (en 1965). La musique, dont le son, fut un temps, aurait pu conduire à l'exécution sommaire, est maintenant couramment écoutée sur les ondes radios saoudiennes. Les minarets pour les mosquées et l'usage de marques funéraires, qui étaient autrefois prohibées, sont désormais autorisés. La flagellation de l'absent à la prière collective, n'est plus appliquée. Le grand imam saoudien, de son côté, a déclaré le football halal (légal).
Depuis son émergence au début du XVIIIe siècle, Hafawa Rebhi constate une évolution en sens contraire :

« Après avoir démoli les vestiges de la civilisation islamique à La Mecque et détruit les tombes des amis du Prophète Mohammed, les Wahhabites ont fait de “l’excommunication” (Takfir), l’idée névralgique de leur doctrine : “Est mécréant, celui qui invoque à haute voix le Prophète après l’appel à la prière, celui qui visite les tombes et qui y bâtit des zaouïas. Est mécréant celui qui bâtit des mausolées”. »

## Nettoyage culturel
Le nettoyage culturel a heurté de nombreux musulmans opposés à la destruction de zaouïas, mausolées, et autres bâtiments et artefacts musulmans et non-musulmans,,. La plupart des musulmans non-wahhabites (sunnites ou chiites) sont en effet attachés aux lieux et aux mausolées associés à l'islam ancien.

### Justifications théologiques

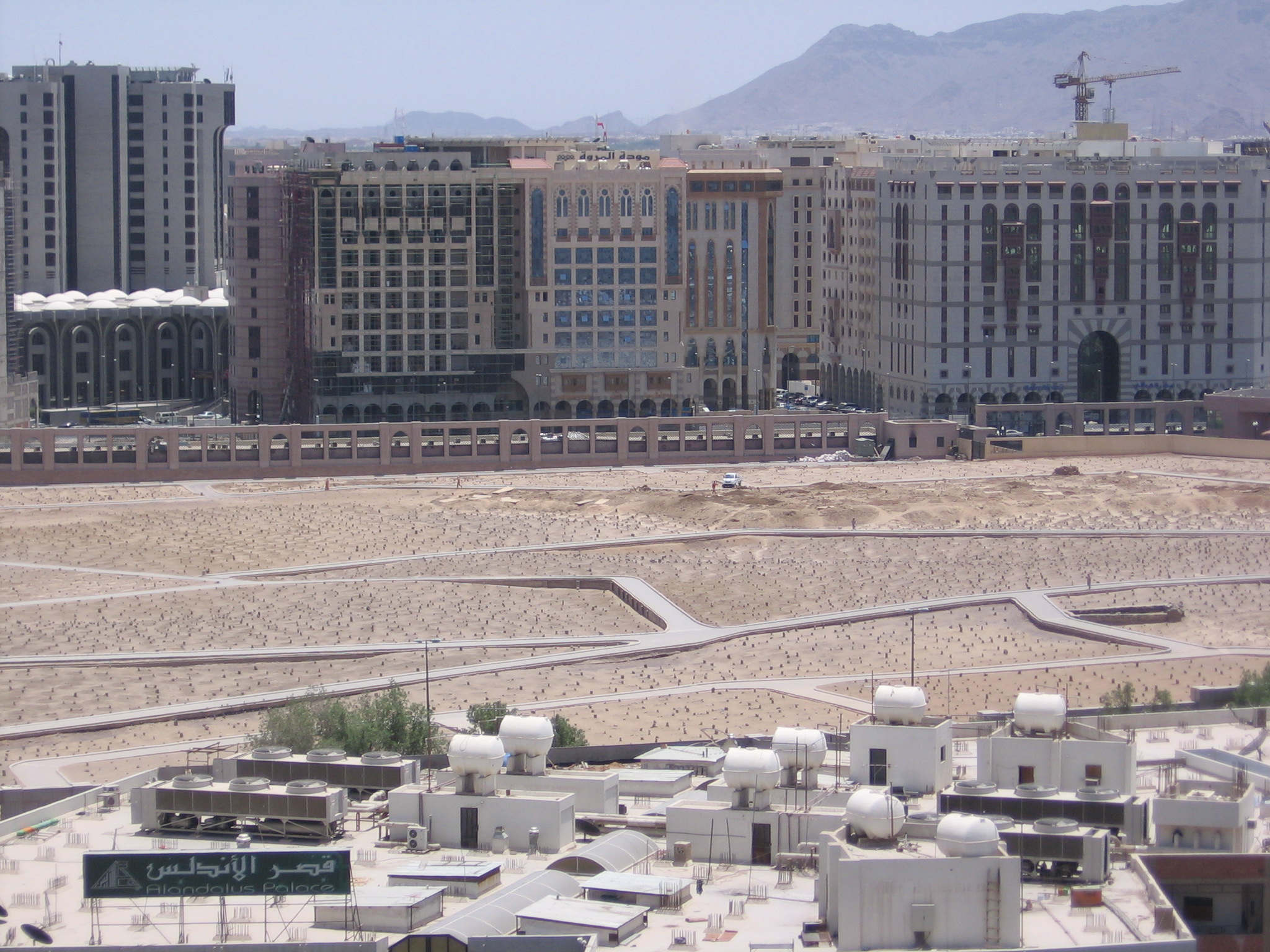
Le cimetière de Médine, aujourd'hui rasé.

Les lieux saints du Hedjaz sont restés longtemps des lieux de pèlerinage en particulier la tombe du prophète Mahomet. Toutefois la doctrine wahhabite désapprouve l’intérêt des sites construits autour des défunts. La visite de sites archéologiques, religieux ou historiques, est formellement proscrite. Elle est assimilée à de l'idolâtrie par le culte wahhabite. La démolition de ces sites est un phénomène qui s'est produit surtout en Arabie saoudite, dont le régime, « gardien des lieux saints de l'islam » de La Mecque et Médine, est wahhabite. La province du Hedjaz est la plus touchée, contrairement au Nejd, qui n'a été occupé que depuis 1924 et sur une courte période au début du XIXe siècle par les Ibn Saoud et était resté dans le dévoiement de l'idéologie wahhabite. Les villes saintes de La Mecque et de Médine ont subi la destruction d'une grande partie de leur patrimoine historique et archéologique.
Parmi les pratiques que le wahhabisme interdit, il y a le tawassoul par les vivants, qui consiste à demander l'intercession d'un prophète ou d'un saint pour se rapprocher davantage de Dieu. De ce fait, le wahhabisme prône la destruction de tout lieu historique, même islamique.
Ironiquement, en dépit du fait que les Wahhabites ont détruit de nombreux sites historiques, islamiques ou non, associés aux premiers musulmans, à la famille de Mahomet, à ses compagnons, et outre leur stricte prohibition de les visiter (incluant même les mosquées), les Saoudiens ont rénové le tombeau de Mohammed ben Abdelwahhab, tournant son lieu de naissance en une attraction touristique majeure et en un important lieu de visite à l'intérieur des frontières modernes du royaume.

## Critiques et controverses
Depuis sa naissance et jusqu'à l'époque contemporaine, le wahhabisme alimente le feu roulant des critiques et controverses de tout ordre.

### Rejet du terme wahhabisme par les autorités saoudiennes
Contrairement à une croyance tenace qui veut n'en faire qu'une invention coloniale, le terme « wahhabisme » (wahabiyya en arabe) est un néologisme arabe de Souleyman ibn Abd al-Wahhâb, le propre frère du fondateur de cette doctrine, qui la réfuta en se fondant sur les écrits d'Ibn Taymiyya, dans son ouvrage intitulé Les foudres divines réfutant le wahhabisme (Al-sawaiq al-ila-hiyya fi al-radd ala al-wahabiyya).
Dans un premier temps, ce terme a été accepté par l'institution religieuse saoudienne elle-même pour se distinguer de ses contradicteurs musulmans jusqu'au XIXe siècle et désigner ainsi le retour revendiqué à la voie des salafs dans la péninsule Arabique, mais depuis le début du xxe siècle, elle lui préfère le terme de « salafisme ». À partir des années 1920, les autorités saoudiennes délaissent le terme « wahhabisme » au profit de « salafisme » qu'Ibn Saoud revendique en 1936 lors du hajj. En effet, les Saoudiens, opposés à tout intermédiaire avec Dieu - y compris le prophète Mahomet - rejettent ce terme qu'ils considèrent comme péjoratif dans la mesure où il sous-entend que ce serait une voie particulière (minhaj en arabe). Ainsi, le roi Salmane ben Abdelaziz Al Saoud a critiqué l'emploi du terme « wahhabisme » comme « une doctrine qui n'existe pas ici » (en Arabie saoudite non-dit linéairement) et mis au défi les « ennemis » du royaume d'identifier une quelconque « déviance dans la forme de l'islam pratiqué en Arabie saoudite au regard des enseignements du Coran et des hadiths prophétiques »,. Cette position est relayée à l'international par le ministre saoudien des Affaires étrangères, Adel al-Joubeir. Ils se qualifient donc plus volontiers de « muwahhidun » (« unitaristes »), « salafiyyun » (de al-salaf al-ṣāliḥ, « les pieux Anciens », nom par lequel on désigne les trois premières générations de musulmans après Mahomet) ou « ahl al-sunna » (« les gens de la Sunna »),,,.
Or, pour Stéphane Lacroix, la notion de « salafisme » qui cherche à renouer avec la pratique des salaf, les pieux ancêtres, c’est-à-dire, dans l’acception la plus répandue, les trois premières générations de musulmans, est en elle-même équivoque « S’en réclament, non seulement une grande partie des islamistes saoudiens, et parfois non-saoudiens, mais également les héritiers intellectuels de la salafiyya égyptienne, fondée à la fin du XIXe siècle par Jamal al-Din al-Afghani et Muhammad Abduh. Le maintien du terme « wahhabisme » permet donc ici de lever l’ambiguïté engendrée par cette polysémie ». Pour Baptiste Brodard, « en se désignant publiquement comme des salafistes, les wahhabites s'attribuent une étiquette d’orthodoxie, de neutralité et de légitimité aux yeux des musulmans, en renvoyant à l’idée d’une tradition originelle, même si les wahhabites suivent en fait les interprétations religieuses et idéologiques de théologiens souvent contemporains, dans la lignée de Ibn Abdel-Wahhab ».
Ainsi, il est incontestable que les notions de salafisme et de wahhabisme sont étroitement liées et que pour cette raison on a souvent tendance à les confondre,,. Cependant si le salafisme est un terme général qui désigne un ensemble varié de courants fondamentalistes sunnites (salafisme cheikhiste, salafisme djihadiste…), le wahhabisme peut être considéré comme l'un de ces courants particuliers, celui fondé par Mohammed ben Abdelwahhab et surtout présent dans la péninsule Arabique. Selon Ahmad Moussalli, professeur de sciences politiques à l'Université américaine de Beyrouth, « En règle générale, tous les wahhabites sont salafistes, mais tous les salafistes ne sont pas wahhabites ». Ainsi, le wahhabisme apparaît comme une « orientation particulière au sein du salafisme », ou une marque saoudienne du salafisme, ultra-conservatrice,.
Pour le chercheur tunisien Riadh Sidaoui, l'utilisation habituelle du terme wahhabisme est erronée et il conviendrait même de lui substituer le concept de « wahhabisme saoudien ». En effet, il s'agit selon lui d'une doctrine islamique qui s'appuie sur l'alliance historique entre le pouvoir politique et financier, le sabre, représenté par Ibn Saoud et l'autorité religieuse, le goupillon, représentée par Mouhammad ibn Abd al-Wahhab et cette doctrine continue à exister depuis cette alliance jusqu'à nos jours par le financement de plusieurs chaines religieuses et la formation de plusieurs imams. Pour lui, le wahhabisme saoudien est donc un danger qui menace l'islam, les musulmans ainsi que l'humanité entière.

### Controverse théologique: atharisme et anthropomorphisme
En matière de credo, le wahhabisme s'est étroitement réclamé de l'école théologique atharite,. La théologie atharite se caractérise par la dépendance à la signification externe ou apparente (zahir) du Coran et du Hadith, et à l'opposition à l'argumentation rationnelle en matière de croyance telle qu'elle est favorisée dans les écoles théologiques asharite et maturidite,. Cependant, les wahhabites divergent sur certains points théologiques d'autres mouvements atharites. Cela inclut une tendance zélée à l'excommunication (takfir), qui ressemble à celle des kharijites,.
Compte tenu de leur lecture littéraliste du Coran et du Hadith, les wahhabites sont régulièrement accusés par les autres musulmans d'avoir une conception anthropomorphique de Dieu (Allah en arabe), équivalente à du polythéisme (shirk en arabe) à l'unanimité des sunnites. En ce qui concerne l'interprétation correcte des Attributs de Dieu (comme décrit dans le Coran en 20:5, « Ar-rahmanu 3alal 3arshee istiwaa » ; Al-istiwaa étant généralement traduit par « établi » ou « assis lui-même »), Mohammed ben Abdelwahhab considérait au terme d'un sophisme que la véritable signification des Attributs de Dieu n'étant connue que de Lui seul, les musulmans devrait, pour le coup, accepter les Attributs de Dieu (décrit comme le Roi des rois, assis sur un Trône, muni d'une Main, d'un Pied, et d'un Œil) dans leurs sens apparents (et ce, même jusqu'à l'absurde),.
Ainsi Ibn Bâz s'opposa à la croyance des musulmans en prétendant qu'il ne serait pas correct de nier le corps, l’œil, l’oreille, la langue et la trachée artère (c’est-à-dire les membres et les organes) au sujet d'Allâh.
Et Ibnou 'Outhaymîn affirma : « Il n’est pas permis de dire qu'Allâh entend sans oreille, car Allâh n’a pas nié l’oreille à Son sujet, alors il ne convient pas que nous nions cela car il est possible qu'Allâh ait une oreille ».
Toutefois, selon Ibn Taymiyya (revendiqué autant par les salafistes que par les soufis), il conviendrait de rester dans la voie du milieu en s'écartant des deux extrêmes ; à savoir les interprétations (uniquement) anthropomorphiques et les interprétations (uniquement) allégoriques ou métaphoriques des Attributs divins,.

### Controverse théologico-juridique: exclusion du sunnisme
La nature même du wahhabisme saoudien a fait débat, les sunnites ayant longtemps polémiqué pour savoir s'il s'agissait réellement d'une branche de l'islam sunnite hanbalite,,,,.
En thèse, Yuriy Matashev a estimé que le wahhabisme n'était pas une nouvelle école de droit sunnite mais plutôt un « mouvement » au sein de l'école de droit hanbalite. En antithèse, le juriste hanbalite Souleyman ben Abdelwahhab, frère de Mohammed ben Abdelwahhab, a évoqué, quant à lui, ce qu'il appelait l'« école wahhabite » (« Madhhab al-Wahhabiyya »). Dans le même sens, pour Qamar, il s'agit en réalité d'un « pseudo-mouvement sunnite extrémiste ». Selon Jarman, la doctrine wahhabite ne cadre pas avec les enseignements traditionnels de l'école hanbalite : « Afin de légitimer leur dynastie et leur doctrine, ils s’appuient sur les travaux de nombreux savants réputés, en particulier ceux d’Ibn Taymiyya. La notoriété du maître, mais surtout sa singularité, servira de lettre de noblesse à Mohammed ben Abdelwahhab lors de l’instauration de sa doctrine ; un peu comme si Ibn Taymiyya était le père spirituel du wahhabisme ! Il est très fréquent que des leaders ou des mouvements pernicieux se réclament d’un idéal religieux ou nationaliste pour ennoblir leurs ambitions. Pour ce faire, le charisme d’un Ibn Taymiyya ne sera pas de trop […] il n’y a pas plus d’affinité entre Ibn Taymiyya et Muhammad Ibn ‘Abd al-Wahhâb qu’il n’y en a entre un Hashémite et un Saoud ». Délaissant l'approche strictement juridique de la question, Jarman définit en substance le wahhabisme comme une « énième faction kharidjite » (la dynastie saoudienne ne descendant pas de la tribu de Quraych pour régner légitimement sur les lieux saints de l'islam sunnite,), une « dynastie théocratique » et une « secte politico-religieuse » privilégiant « la raison d’État » sur le Coran et la Sunna, peu important par ailleurs « le nombre et l’herméneutique des versets dénigrant leur comportement, le nombre et le degré de fiabilité des hadiths les contredisants,, ». Pour Lamchchi, cette école prône notamment une pratique religieuse purement ritualiste, fondée sur un taqlid et un ijtihad orienté et laissant au second plan certains aspects du fiqh actuel. Selon Ibrahim, le wahhabisme est en quelque sorte un objet théologique non-identifié.
En 2016 à Grozny, un congrès inauguré par le grand imam de l'Azhar, Ahmed al-Tayeb, rassemblant 200 personnalités sunnites du monde entier, s'est réuni dans le but de définir l’identité de ceux qui se font connaître comme « les gens du sunnisme » par opposition aux différents groupes considérés égarés. À cette occasion, les dignitaires sunnites ont mis fin à la confusion en déclarant que le wahhabisme ne saurait faire partie du sunnisme,,. En dépit d'une campagne médiatique virulente parrainée par les institutions politico-religieuses saoudiennes dénonçant « l’alliance russo-sunnite des polythéistes », le communiqué final se borne à rappeler la mise au ban de l'Oumma de Mohammed ben Abdelwahhab déjà actée dès le milieu du XVIIIe siècle par les shérifs et les muftis de la Mecque, avalisant alors une réfutation contre « l'égaré qui égare » intitulée : Le Livre de la prévention de l'égarement et de la répression de l'ignorance, et rédigée par le théologien hanbalite Souleyman ben Abdelwahhab (qui n'est autre que son propre frère).

### Wahhabisme et chiisme
Pour d'obscures raisons remontant à son fondateur, le wahhabisme saoudien se caractérise par un fort antagonisme envers le chiisme iranien. Sur le plan extérieur, le wahhabisme saoudien recherche la constitution d'un « Arc sunnite » face à l'émergence d'un « Croissant chiite ». Sur le plan intérieur, le Royaume wahhabite redoute l'instrumentalisation par l'Iran de la minorité chiite saoudienne de la province orientale du Hassa, outre celles des différents pays arabes. Pour David Rigoulet-Roze, chercheur à l'Institut français d'analyse stratégique, la pendaison expéditive du dictateur baathiste Saddam Hussein, le 30 décembre 2006, a été perçue comme un acte de « vengeance chiite » pour la majorité du monde arabe sunnite et a initié en quelque sorte une « tectonique des plaques ».

### Wahhabisme et salafisme djihadiste
Revenant sur les attentats-suicides du 11 septembre 2001, Sean Carter, avocat des familles des victimes, affirme que l'Arabie saoudite serait obligée de les indemniser puisque : « […] des organismes de bienfaisance établis par le gouvernement du Royaume pour propager l'idéologie radicale wahhabite ont servi de sources majeures de financement et de soutien logistique à al-Qaida, pendant toute la décennie qui a mené au 11 septembre ». Dans le même sens, selon Bob Graham, ancien vice-président de la commission d'enquête parlementaire sur le 11 septembre, les 28 pages classifiées du rapport publié en 2002, intitulées « éléments, discussion et récit concernant certains sujets sensibles de sécurité nationale », mettraient en cause le consulat saoudien à Los Angeles, l'ambassade d'Arabie saoudite à Washington ainsi que de riches Saoudiens installés à Sarasota en Floride. Et de conclure : « Pour moi, nous avons montré que quoi qu'ils fassent, il y aurait impunité. Ils ont donc continué à soutenir al-Qaida, puis plus récemment dans l'appui économique et idéologique à l'État islamique (Daesh). C'est notre refus de regarder en face la vérité qui a créé la nouvelle vague d'extrémisme qui a frappé Paris (attentats contre Charlie Hebdo)». En avril 2016, Bob Graham a déclaré sur la chaîne de télévision Fox News qu'il aurait reçu un coup de fil de la Maison blanche l'informant de la décision du président américain de déclassifier les 28 pages litigieuses sous 60 jours. Selon le New York Times, l'Arabie saoudite menacerait de vendre des « centaines de milliards de dollars de titres américains si le Congrès adoptait un projet de loi qui permettrait de rendre responsable le gouvernement du Royaume arabe devant les tribunaux américains de leur éventuel rôle lors des attaques du 11 septembre 2001 »,. Pour la première fois, en mai 2016, le Département du Trésor des États-Unis a dévoilé que le montant des bons du trésor détenus par l'Arabie saoudite s'élèveraient seulement à 117 milliards de dollars, ce qui en ferait le treizième adjudicataire très loin derrière la Chine et le Japon. Par ailleurs, les sénateurs américains ont approuvé à l'unanimité la proposition de loi autorisant les victimes du 11 septembre 2001 à poursuivre l'Arabie saoudite. En juillet 2016, le Congrès des États-Unis a publié un document de 28 pages crédibilisant les accusations de Zacarias Moussaoui, qualifié de « dérangé » par l'Arabie saoudite : « […] certains des pirates de l’air du 11 septembre étaient en contact avec des individus connectés avec le gouvernement saoudien qui leur apportaient de l’aide et du soutien […] qu’au moins deux de ces individus ont été soupçonnés d’être des agents de renseignements saoudiens »,.
Pour Marc Trévidic, ancien juge d'instruction au pôle antiterroriste de Paris, « On ne peut pas enquêter sur les princes saoudiens ». Outre le manque de coopération internationale pour investiguer sur les circuits internationaux de financement du terrorisme, il constate surtout un problème de crédibilité de la France dans ses relations internationales avec l’Arabie saoudite :

« Nous savons très bien que ce pays du Golfe a versé le poison dans le verre par la diffusion du wahhabisme. Les attentats de Paris (attentats du 13 novembre 2015 en France) en sont l’un des résultats. »

Selon lui, la Taqiya (consistant, à l'origine, à cacher sa foi pour se prémunir contre des persécutions religieuses), avec le sens dévoyé de « tromperie active » dans un contexte de belligérance, est indubitablement une réalité dans les milieux djihadistes. Dans le même sens, pour Pierre Conesa, ancien haut fonctionnaire du ministère de la Défense,

« On est en guerre contre le salafisme […] mais simplement, le salafisme, c'est l'Arabie saoudite donc c'est gênant. »

Comme Marc Trévidic, il estime que la France doit « se resituer complètement sur la scène internationale ».
Le salafisme djihadiste de l'État islamique et des autres groupes du même type s'inspire du wahhabisme. Cependant, ces différents groupes rivaux s'excommunient entre eux. Pour l'historien Daoud Riffi, le salafisme djihadiste est le « wahhabisme originel », « intégral »,.

## Influence internationale et mondialisation

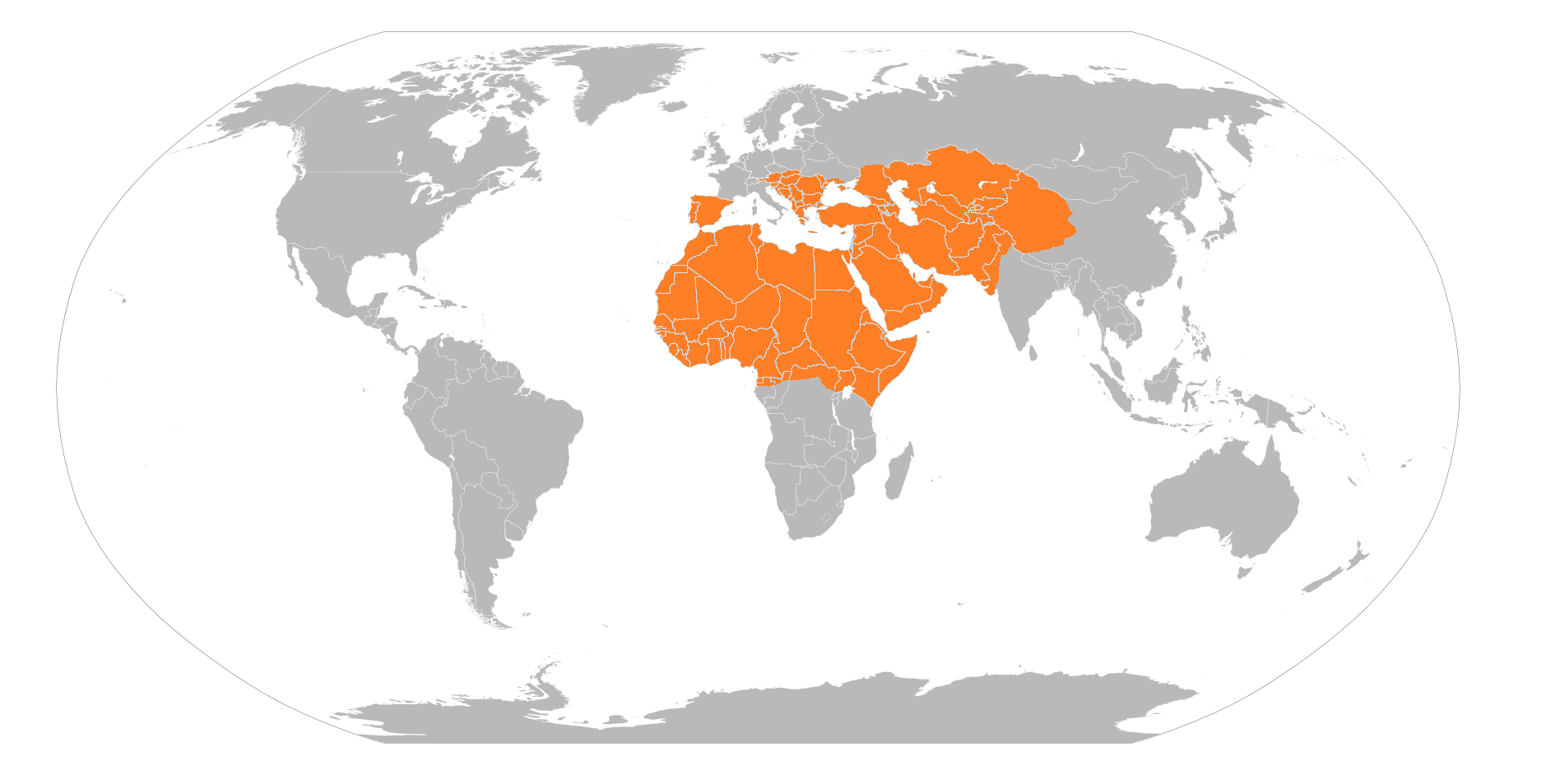
Carte des prétentions territoriales.

Avec l'aide du financement des exportations pétrolières (et d'autres facteurs), le mouvement a connu une « croissance explosive » commençant dans les années 1970 et a, actuellement, une influence dans le monde entier.
Aux termes d'un rapport de l'Institute for Economics and Peace (IEP) publié en 2014, les groupes Daesh, Al-Qaïda, Boko Haram et les Talibans, défendent tous « des idéologies religieuses basées sur des interprétations extrémistes du wahhabisme »,,,.
Dans une série d'entretiens en forme de bilan avec le magazine The Atlantic paru en avril 2016, le président américain Barack Obama a déclaré, selon Jeffrey Goldberg, que l'Arabie saoudite « propage l’extrémisme qui a généré le terrorisme » et expliqué comment l’Indonésie, notamment, « d’État musulman et tolérant, est devenu un pays extrémiste, à cause du financement par l’Arabie saoudite des mouvements fanatiques et des écoles wahhabites »,.

### Influence financière
Les estimations des dépenses de l'Arabie saoudite en faveur des causes religieuses à l'étranger représentent « plus de 100 milliards de dollars », entre 2 et 3 milliards de dollars par an depuis 1975 (à comparer au budget annuel de la propagande soviétique de 1 milliard de dollars par an) et « au moins 87 milliards de dollars » sur la période 1987-2007. Depuis la révolution iranienne de 1979, l'historien britannique Charles Allen estime, quant à lui, que les autorités saoudiennes ont consacré plus de 70 milliards de dollars à la diffusion de leur idéologie.
Ses largesses ont financé environ « 90 % de l'ensemble des dépenses religieuses », à travers le monde musulman, selon le journaliste Dawoud al-Shirian. Cela va des plus jeunes aux plus âgés, depuis les enfants dans les madrasas jusqu'aux bourses d'études doctorales. « Des livres, des bourses d'études, des fraternités étudiantes, des mosquées » (par exemple, « plus de 1 500 mosquées ont été construites à partir de fonds publics saoudiens au cours des 50 dernières années ») ont été financées. ces fonds ont été alloués à des journalistes et des universitaires, qui ont suivi et ont construit des campus satellites autour de l'Égypte pour al-Azhar, l'université islamique la plus ancienne et la plus influente. Yahya Birt a comptabilisé « 1 500 mosquées, 210 centres islamiques et des douzaines d'académies et écoles musulmanes »,.
Cette aide financière a grandement contribué à submerger les interprétations locales moins strictes de l'islam, selon les observateurs tels que Dawood al-Shirian et Lee Kuan Yew, et a conduit à ce que l'interprétation saoudienne (parfois appelée « pétro-Islam ») soit perçue comme l'interprétation correcte - ou l'« étalon-or » de l'islam - dans l'esprit de nombreux musulmans,.

### Influence éducative
Selon Samir Amghar, des courants se proclamant de la véritable « réforme » (salafiyya en arabe) connaissent un certain succès sur le web, notamment auprès de la jeunesse. Selon Jarman, c'est la méconnaissance et la crédulité de nombreux jeunes musulmans sincères qui en font des proies faciles et leur cible privilégiée.
Concrètement, dans les écoles des territoires contrôlés par Daesh, les programmes scolaires sont calqués sur les manuels scolaires saoudiens et les professeurs enseignent le combat contre les chiites, dénoncent la théorie de l’évolution et rejettent les arts et la musique,,.

### Influence juridique

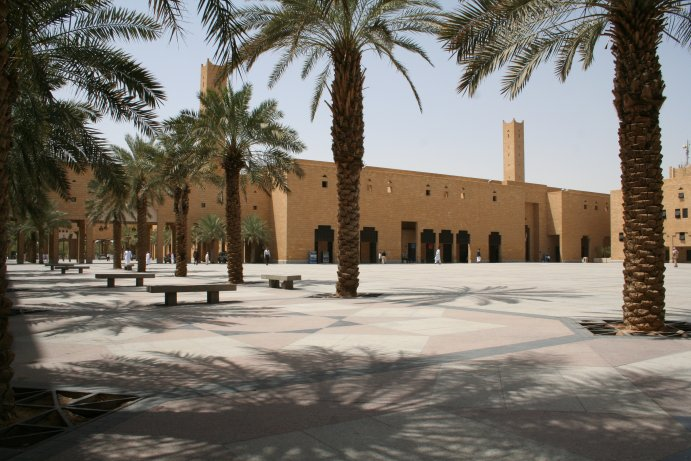
Square Dira, au centre de Riyad (chef-lieu du Nejd et capitale de l'Arabie saoudite) plus connu localement sous le nom de « carré Chop-chop ». C'est l'emplacement des décapitations publiques.

Sur la base de documents internes, une étude de droit comparé entre l'État islamique et l'Arabie saoudite fait ressortir que les deux États appliquent quasiment les mêmes châtiments corporels pour tout une série de « crimes » selon la charia.
| Crimes et châtiments                          | État islamique                     | Arabie saoudite                   |
| --------------------------------------------- | ---------------------------------- | --------------------------------- |
| Blasphème (insulter Dieu, prophète, religion) | Mort                               | Mort                              |
| Sodomie (masculine)                           | Mort                               | Mort                              |
| Trahison                                      | Mort                               | Mort                              |
| Homicide (volontaire)                         | Mort                               | Mort                              |
| Calomnie                                      | 80 coups de fouet                  | À la discrétion du juge           |
| Consommation d'alcool                         | 80 coups de fouet                  | À la discrétion du juge           |
| Adultère (si marié)                           | Lapidation                         | Lapidation                        |
| Adultère (si non marié)                       | 100 coups de fouet et exil d'un an | 100 coups de fouet                |
| Vol                                           | Amputation d'une main              | Amputation de la main droite      |
| Banditisme (vol inclus)                       | Amputation des mains et des pieds  | Amputation des mains et des pieds |
| Banditisme (homicide et vol inclus)           | Crucifiement                       | Mort                              |

## Répartition géographique

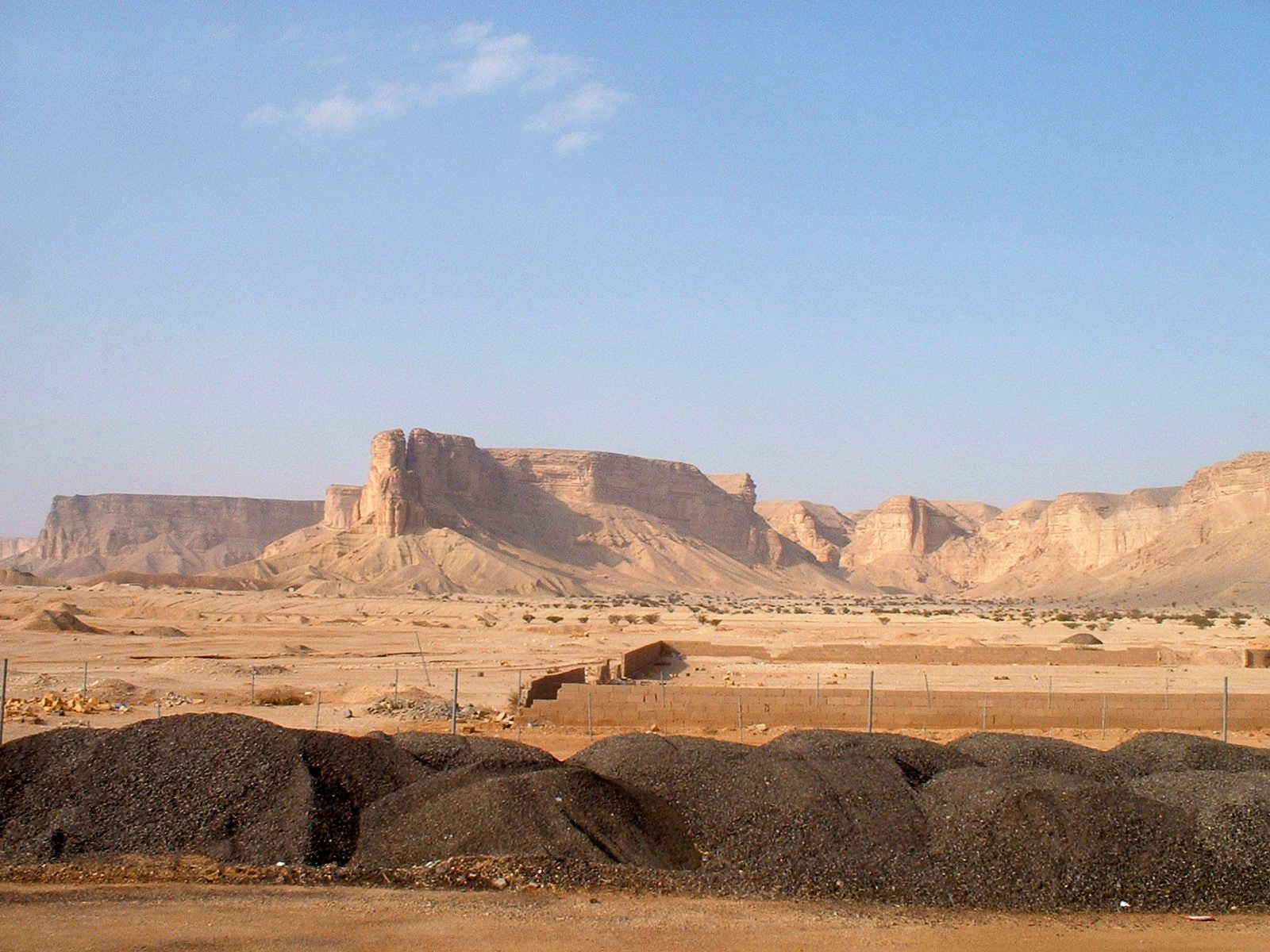
Le paysage du Nejd : le désert et l'escarpement du Tuwaiq près de Riyad.

Depuis le XIXe siècle, le wahhabisme a ses bastions dans deux régions isolées ; le haut plateau du Nejd en Arabie saoudite, et la presqu'île du Qatar.

### Berceau du Nejd
Historiquement, le wahhabisme est originaire de la région centrale du Nejd. Ses pratiques conservatrices sont fermement soutenues là-bas plus que dans tout autre région du royaume plus à l'est ou à l'ouest de celui-ci,,. Selon Glasse, l'assouplissement de certaines doctrines et pratiques wahhabites à la suite de la conquête de la région du Hedjaz s'explique par « ses traditions plus cosmopolites et la circulation de pèlerins que les nouveaux dirigeants ne pouvaient pas se permettre de s'aliéner ».

### Fief du Qatar

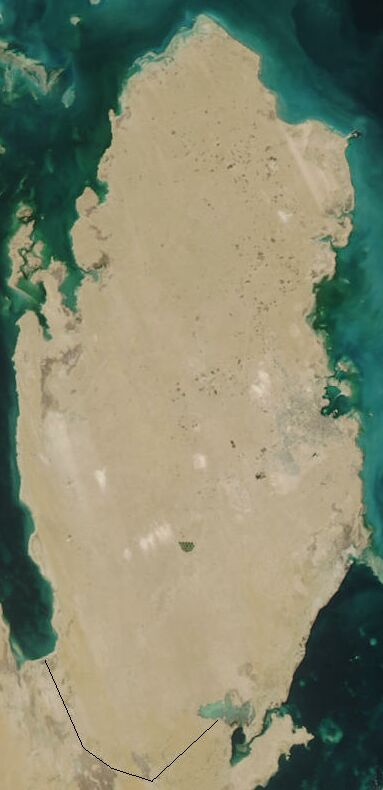
Image satellitaire du Qatar.

En dehors de l'Arabie saoudite, le seul autre pays « dont la population indigène est wahhabite et qui adhère à la croyance wahhabite », est le Qatar, petite monarchie du Golfe persique,, dont la version du wahhabisme est nettement moins stricte.
Contrairement à l'Arabie saoudite, le Qatar a apporté des changements significatifs dans les années 1990. Les femmes sont désormais autorisées à conduire et voyager de façon indépendante ; les non-musulmans sont autorisés à consommer de l'alcool et du porc. Le pays parraine un festival de cinéma, a des « musées d'art de classe mondiale », abrite la chaîne d'informations Al Jazeera, accueillera la Coupe du monde de football de 2022, et n'a pas d'autre force religieuse que les politiques de moralité publique. Des Qataris attribuent son interprétation différente de l'Islam à l'absence d'une classe cléricale indigène et à l'autonomie de la bureaucratie (vis-à-vis de l'autorité des affaires religieuses, des dotations, du Grand Mufti), et au fait que les dirigeants qataris ne tirent pas leur légitimité d'une telle classe,.
Toutefois, des préoccupations ont été exprimées sur le fait que les implantations universitaires américaines telles que la Georgetown School of Foreign Service (en) (université de Georgetown) et l'école de journalisme Northwestern, abritée par la petite monarchie wahhabite du Qatar, sont exposées à la propagande extrémiste épousée par les imams wahhabites prêchant à la mosquée de la fondation du Qatar située dans l'enceinte de la Cité de l'Éducation ; grand campus où sont implantées les universités américaines et européennes. La Cité de l'Éducation a hébergé une série de prières et lectures religieuses dans le cadre du programme annuel du Ramadan durant un mois en 2015. Les prières et lectures ont eu lieu à la nouvelle mosquée cathédrale située dans l'enceinte de la Cité de l'Éducation de Doha, partageant le même campus que les prestigieuses écoles aux États-Unis telles que les universités A&M du Texas et Carnegie-Mellon. Parmi les participants à ces lectures se trouvait un prédicateur saoudien qui a décrit le massacre de Charlie Hebdo à Paris comme la « suite du film comique du 11 septembre 2001 » et un autre prédicateur qui a affirmé que « les juifs et leurs auxiliaires doivent être détruits ». Cette mosquée extrémiste a été également connue pour inviter des prédicateurs wahhabites judéophobes fustigeant les « agresseurs sionistes » dans leurs sermons et invoquant Dieu de « les dénombrer et les tuer complètement, sans épargner un (seul) d'entre eux ». Il existe d'autres allégations suggérant que le Qatar aurait renvoyé des professeurs en Amérique au motif qu'ils seraient juifs et que les étudiants fréquentant les universités américaines au Qatar seraient tenus de se vêtir de manière respectueuse (au sens du wahhabisme).

## Démographie
Une des estimations les plus détaillées de la population religieuse dans le golfe Persique est celle de Mehrdad Izady qui estime, « en utilisant des critères culturels et non confessionnels », à seulement 4,56 millions le nombre de wahhabites dans la région du golfe Persique (contre 28,5 millions de sunnites et 89 millions de chiites), ; dont environ 4 millions en Arabie saoudite (surtout dans la région centrale du Nejd) et le reste provenant majoritairement du Qatar et de l'émirat de Charjah. Sont wahhabites : 46,87 % des Qataris ; 44,8 % des Émiratis ; 5,7 % des Bahreïnis ; et 2,17 % des Koweïtiens. Ils représentent environ 0,5 % de la population musulmane dans le monde.

## Personnalités wahhabites
- Mohammed ben Abdelwahhab (mort en 1792), fondateur[362],[363]
- Abd Allah ibn Muhammad ibn Mohammed ben Abdelwahhab (mort en 1826), fils[362]
- Sulayman ibn Abd Allah (mort en 1818), petit-fils[362]
- Abd al-Rahman ibn Hassan (mort en 1869)[362]
- Abd al-Latif ibn Abd al-Rahman (mort en 1876)[362]
- Abd Allah ibn Abd al-Latif Al ash-Sheikh (mort en 1921)[362]
- Muhammad ibn Ibrahim Al ash-Sheikh (mort en 1969)[364]
- Abd al-Aziz ibn Baz (mort en 1999)[365]
- Mohammed ibn al-Uthaymin (mort en 2001)[365]
- Muhammad Nasir-ud-Din al-Albani (mort en 1999)[366]